# Albavilla
Albavilla (Vila in dialetto brianzolo, AFI: /ˈvila/, e Villalbese fino al 1928) è un comune italiano di 6 434 abitanti della provincia di Como in Lombardia. Il comune, situato nel Triangolo Lariano fa parte della Comunità Montana del Triangolo Lariano.

## Geografia fisica
Ubicato in provincia di Como, il comune di Albavilla si estende per una superficie di 10,55 km².
L'altitudine del territorio comunale va da un minimo di 260 m s.l.m. del lago di Alserio, passando a 429 m s.l.m. del centro paese, ai 903 m s.l.m. dell'Alpe del Viceré, fino a un massimo di 1320 m s.l.m. della cima del Monte Bollettone.
Confina con i comuni di Albese con Cassano, Alserio, Erba, Faggeto Lario e Orsenigo.

## Origini del nome
Fino dall'antichità Albavilla ebbe sempre il ruolo di “villa”: si spiega l'etimologia dell'antico nome “Villalbese”, sostituito nel 1928 da “Albavilla”. Nelle denominazioni che hanno contraddistinto il paese durante i secoli è presente il nome delle “Alpi”: "Vicus Alpensis" o il più antico "Villa Albensis", a indicare una località di riposante soggiorno in zona di pascoli montani.

## Storia

### Dalla Preistoria all'epoca romana
La zona di Albavilla e di tutto il Piano d'Erba risulta abitata dall'uomo fino dalla preistoria, come testimoniano i reperti rinvenuti nella grotta del Buco del piombo. In quel periodo le acque occupavano quasi interamente il Piano d'Erba, con gli attuali laghi di Pusiano e di Alserio che formavano un unico lago.
Dall'età neolitica iniziano a susseguirsi altre tribù provenienti dall'Europa centrale che importano l'usanza di costruire le loro abitazioni su palafitte invece che in caverne: resti sono stati rinvenuti sul lago di Pusiano (zona Bosisio Parini e presso l'isola dei cipressi), e sul lago di Montorfano.
Intorno al 1200 a.C. popoli provenienti dalle Alpi (“Orobii”) si insediarono in queste zone, come dimostra la toponomastica di alcune località quali Robbiano, Robbiate, Introbio e, nel comune di Albavilla, il nome del rilievo di “Montorobio”.  Limitrofa a questa area si trova un'altra località, “Castlasc”, così chiamata per la probabile presenza di recinti di difesa contenenti abitazioni e capanne di ricovero.
A quest'epoca risale altresì la popolazione della zona da parte dei popoli della cosiddetta Cultura di Golasecca, di origine celtica, che avrebbe dato vita al popolo degli Insubri.
Nel corso dei secoli, il popolo Etrusco e gli Umbri stabilirono colonie tra i Liguri, sviluppando commercio con i mercati elvetici, gallici e germanici: nella zona portarono contributi in materia di agricoltura e idraulica con opere di prosciugamento di acquitrini e paludi, imbrigliamento fiumi e torrenti: la zona del Piano d'Erba era ancora sommersa da un'ampia distesa di acque.
Altri popoli al di là delle Alpi premono verso sud, e verso la metà del II secolo di Roma, nuove orde dilagano dal nord: risalgono a questo periodo le origini di Milano (559 a.C.)
Queste popolazioni si fusero con i popoli preesistenti dando origine ai Galli Cisalpini, temuti dagli stessi Romani. Dopo 4 secoli di scontri e indipendenza, i Romani fecero dell'Italia settentrionale una provincia romana di nome “Gallia Cisalpina”.
Una strada romana passava da queste zone collegando tra loro Como, Lecco, Bergamo e Brescia, toccando Caslino d'Erba, Castelmarte e Proserpio: strada che, a causa della zona del Piano d'Erba ancora paludosa, passava nella fascia di territorio delle località di Ferrera, Galbanera, Boccogna, Crevenna, San Salvatore (come dimostrato dai rinvenimenti archeologici)
Con il dominio romano si diffuse anche il culto degli dei di Roma, come dimostrato dalla toponomastica di alcuni campi: “Mercolè” o “Mercorè” presso località La Rosa, il “Cerei” presso la località Cappelletta, “Arcur” verso Molena, rispettivamente da Mercurio, Cerere ed Ercole, tutte divinità romane relative all'agricoltura e alla pastorizia.
All'età romana risalgono numerosi reperti archeologici, come tombe con armi, monete, utensili, anfore, bronzi imperiali, terrecotte. Alcuni ritengono che nella zona di via Volta ci fosse un castrum.
Lo storico cinquecentesco Andrea Alciato collocava ad Albavilla la villa dell'”Alsium”, dimora del generale romano Lucio Virginio Rufo. Anche Cicerone e Plinio il Vecchio e il Giovane, si narra abbiamo soggiornato ad Albavilla.

### Alto e Basso Medioevo
Il dominio romano aveva offerto protezione alle correnti migratorie dal settentrione, ma dal terzo secolo in poi i “barbari”, (Franchi, Alemanni, Goti) si affacciano alle frontiere.
Nel quinto secolo gli invasori attaccarono il territorio: Visigoti, Vandali e Unni si succedettero nel giro di pochi anni: la popolazione cercava rifugio sui monti, creando delle fortificazioni, come quelle del Buco del piombo. Nel 476 d.C. si ha la caduta dell'Impero romano d'Occidente, che pone fine alla dominazione romana.
Nel 525 d.C. il territorio è interessato da una terribile carestia.
Nel 568 d.C. avvenne la migrazione dei Longobardi, che sotto la guida di Alboino si stanziarono nell'Insubria (che da allora divenne Longobardia o Lombardia).
Nel 774 d.C. ultimo re dei Longobardi fu Desiderio, sconfitto da Carlo Magno, re dei Franchi che dominarono fino all'888 d.C. quando la corona di Italia toccò a Berengario I, duca del Friuli: le guerre chiamarono in Italia Ottone I re di Germania (951 d.C.), eletto successivamente imperatore del Sacro Romano Impero.
Il dominio degli imperatori germanici durò fino al 1268. In questi secoli si consolidò il sistema feudale, sorto ai tempi dei Longobardi e approvato da Carlo Magno.
Sotto il governo longobardo-franco, il territorio di Milano (in cui fu sempre compreso l'attuale Albavilla), venne diviso in cinque contadi, governato ciascuno dal proprio conte: 
- Milano,
- il Seprio (a nord-ovest), con capoluogo Castelseprio,
- la Bassana (sud-est), con capoluogo Trezzo d'Adda,
- la Martesana (nord-est), ossia la Brianza: "Martesana" deriva da Marte, a cui si deve il nome di Castelmarte, il capoluogo. Vera capitale di tutto il contado era però Vimercate, e quando la Martesana fu divisa in due territori, Cantù fu il capoluogo del secondo. La Martesana comprendeva una dozzina di pievi, fra cui quella di Incino, a cui appartiene il comune di Albavilla.[7]

La divisione in pievi durò fino al 1786, anno in cui il governo austriaco fece una nuova divisione.
Intorno all'anno 1000 il popolo si sollevò contro il regime feudale: si entrava nel periodo dei Comuni; la lotta scoppiò sotto il governo dell'arcivescovo Ariberto da Intimiano (1019-1045), che possedeva numerosi feudi retti da valvassori o vassalli minori ad esso sottoposti.
Questi ultimi si riunirono in una lega detta “la Motta”, contro l'arcivescovo e i feudatari: i Comuni, per resistere, eressero delle torri in luoghi elevati per trasmettere ordini e notizie da un luogo all'altro con bandiere colorate di giorno e con falò di notte. Ad Albavilla era presente la torre del monte Broncino (1077 m s.l.m.) collegata con la torre di Incino, il campanone della Brianza, la torre di Montorfano e del Castel Baradello.

#### La battaglia di Carcano
Nel 1152 era salito al trono Federico Barbarossa, detto il Barbarossa: nei suoi progetti contro Milano, si fece amico delle popolazioni della Martesana.
Nel 1160 i Milanesi, indignati dal tradimento dei Martesani, riconquistato il Castello di Trezzo sull'Adda, avanzarono fino alla Pieve di Incino, impadronendosi delle torri e dei castelli della zona. Nella frazione di Carcano sorgeva un castello: i resti dei militi fedeli al Barbarossa si asserragliarono in questo castello, che sorgeva nell'attuale area occupata dalla chiesa e dal cimitero, ed era difeso per tre lati da un profondo vallo naturale, rimanendo accessibile solo verso Tassera.
Il Barbarossa si mosse da Lodi in aiuto degli assediati del castello di Carcano, e giunto sul posto pose il campo tra Orsenigo e Tassera (oggi frazione di Alserio).
Lo scontro, il 9 agosto, fu tremendo ed i Milanesi, vittoriosi sulle prime, si trovarono di fronte un nuovo corpo di nemici che penetrarono distruggendo lo stesso carroccio.
Gli abitanti di Erba decisero di far causa comune con i Milanesi, e si congiunsero a questi senza che il Barbarossa se ne accorgesse: le sorti mutarono in favore delle milizie comunali; il Barbarossa riunì i militi superstiti trovando scampo nel "castello dei Mandelli" e poi oltre, al Castel Baradello. I Milanesi, quando furono certi della fuga dell'imperatore, fecero razzia del campo nemico, e si concentrarono attorno a Carcano. Dopo aver resistito ancora una settimana, una notte gli imperiali fecero una improvvisa sortita, abbattendo e incendiando le costruzioni dei Milanesi. Dopo quasi un mese di assedio i Milanesi rientrarono in città.
Il castello di Carcano cadde molto più tardi nelle mani dei Milanesi, che lo distrussero.
Con la pace di Costanza (1183), furono regolati i rapporti tra i Comuni e l'imperatore e la zona della Martesana venne annessa a Milano.

#### Trecento e Quattrocento
Nel XIV secolo, il feudo che comprendeva l'odierno territorio di Albavilla passò ai Visconti.
Nel periodo di dominazione viscontea, Azzone Visconti fece rifiorire l'agricoltura. I Visconti cessarono di governare nel 1447, cedendo alla dinastia degli Sforza, che dominarono fino al 1530, anno di inizio della dominazione spagnola.

### Rinascimento, dominazioni straniere, Risorgimento

Il viale alberato, ora non più esistente, dell'alpe Parravicini o Alpe del Viceré

Sotto la dominazione spagnola (1500-1600) crollano il commercio e l'agricoltura in seguito alle pesanti tasse imposte dai governatori spagnoli, alle guerre, alle carestie e alle pestilenze (1576 e 1577, peste di San Carlo, e peste del 1630-1631, peste dei “Promessi Sposi”, con 72 vittime su circa 400 abitanti).
In seguito alla guerra di successione spagnola (1707) subentra il dominio austriaco che, salvo un breve ritorno spagnolo nel 1745- 1746 e la parentesi francese del dominio napoleonico, durò fino al 1859.
Si ebbe un lieve miglioramento: riduzione tasse, rilancio commercio e agricoltura. Nel governo di Maria Teresa (1745-1780), nel 1745 un editto autorizzò i possidenti di ogni comune a riunirsi in “Convocato”, per decidere le nomine e le spese comunali: le riunioni si tenevano nella casa parrocchiale, “Sala comunale” e nella piazza denominata “Praello”.
La popolazione raddoppia, passando da 554 abitanti del 1727 ai 1056 del 1760, grazie anche all'assorbimento della frazione di Saruggia fino a quel momento indipendente.
Nel 1752 nasce il poeta Giuseppe Carpani.
Della dominazione napoleonica resta il ricordo toponomastico dell'Alpe del Viceré, da Eugenio di Beauharnais, figliastro di Napoleone, Viceré d'Italia.
Nella prima metà dell'Ottocento la viabilità viene migliorata tramite allargamento di vie esistenti e apertura di nuove; vengono realizzate nuove condutture d'acqua.
Annate di miseria portarono ad epidemie di pellagra (1816- 1817) e di colera (1836).
L'11 luglio 1859 la firma dei preliminari di Villafranca sancì l'ingresso del paese nell'Italia.
Il paese si trasformò da villaggio prevalentemente dedito all'agricoltura ad importante centro per l'industria serica.
L'afflusso di villeggianti contribuisce a mutare il volto del paese, tramite incremento dell'area dell'abitato e apertura di nuove vie: 1884- 1885 via XX Settembre e via Patrizi, copertura della “Valle” che prima attraversava l'abitato, attraversata dai ponti a “Campo” e del “Priello".

### Dal 1900 ad oggi
Nel 1914 viene aperto l'attuale viale Matteotti e nel 1934- 1935 la strada che conduce all'Alpe del Viceré, ultimata la quale si ha la costruzione di un “Villaggio alpino per i Figli degli Italiani all'Estero”.
Nel 1939 la sede dell'attuale palazzo comunale (risalente al 1896), viene ampliata. Anche gli impianti di approvvigionamento e distribuzione delle acque sono oggetto di interventi e di rifacimenti: acquedotto del Cosia con prelievo presso la diga di Leana (1907), Molena e Carcano (1937), sorgenti di Alserio (1959), rinnovo della rete di distribuzione (1961).
Il paese si dota di mezzi di comunicazione che vanno a sostituire le vecchie diligenze a cavalli: autocorriera sulla linea Como-Erba-Canzo-Asso e nel 1911 la tranvia Como-Erba che verrà successivamente prolungata fino a Lecco. La tranvia verrà sostituita nel 1955 da un servizio con pullman.
Il comune stanziò anche una somma per la ferrovia Milano-Erba, inaugurata nel 1880.
Il 14 luglio 1928, Carcano e Villalbese si fondono per dare origine a un unico comune, Albavilla; nel 1931 anche la frazione di Molena e di Ferrera vengono assorbite dal comune da poco nato.
Il primo cittadino del paese a essere nato nel 1928 è Ampelio Corti al quale è stato consegnato un attestato di riconoscimento.
Il paese durante buona parte del Novecento ha rappresentato un centro di villeggiatura soprattutto per numerosi turisti brianzoli e milanesi, grazie a luoghi quali l'Alpe del Viceré con l'Albergo La Salute.
L'afflusso turistico è andato via via calando per ridursi ai soli turisti domenicali, richiamati dall'Alpe del Viceré o dalle iniziative (sagre e fiere), come la festa dei Crotti, organizzata in paese, che richiamano ogni volta moltissima gente.
L'agricoltura e l'allevamento del bestiame, salvo qualche caso sono quasi scomparse, così come la crisi dell'industria serica che ha portato alla chiusura delle storiche filande (Civati, Rejna, Porro, Borselli, Giobbia, Feloy e ultima la Dubini), che offrivano occupazione agli abitanti di Albavilla.
Attualmente le attività produttive, che si concentrano prevalentemente nella parte sud del territorio, sono concentrate sulla meccanica, la tessitura-tintoria, edilizia, florovivaistica, falegnameria e sul terziario.

### Simboli
Lo stemma del comune è stato riconosciuto con regio decreto del 15 aprile 1928 quando si chiamava ancora Vill'Albese.
Il gonfalone, concesso con R.D. del 19 ottobre 1933, è un drappo di azzurro.

## Monumenti e luoghi d'interesse

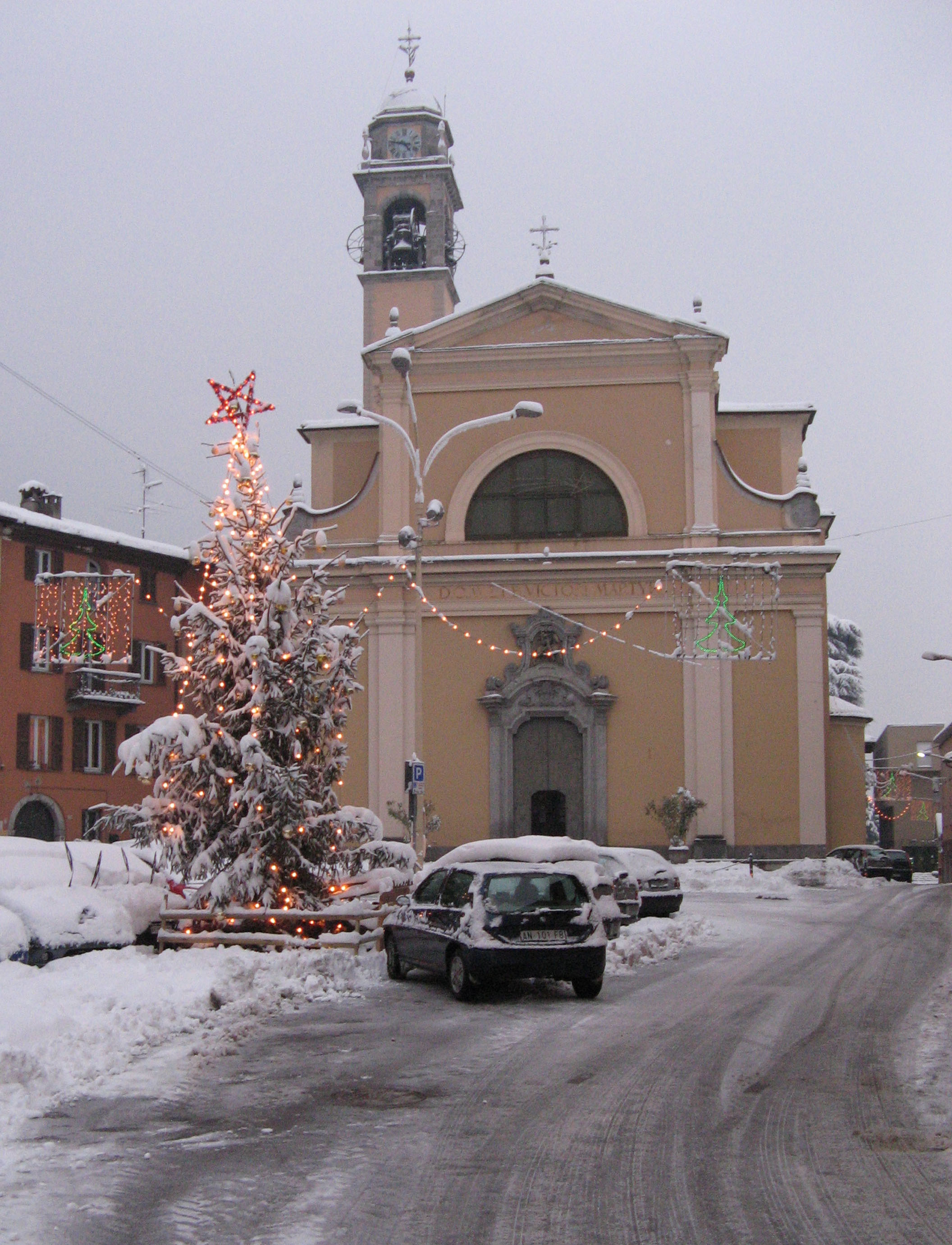
Chiesa di San Vittore Martire

### Architetture religiose

#### Chiesa di San Vittore Martire
È la chiesa principale dell'abitato, intitolata al santo patrono san Vittore martire, patrono di Albavilla la cui festa ricorre l'8 maggio.
Riguardo alla fondazione della parrocchia di San Vittore Martire di Villalbese, non si hanno notizie certe, dato che i registri incominciano dalla seconda metà del XVI secolo: una cappella dedicata a san Vittore Martire esisteva da tempo, come dimostra uno scritto del 1398.
Parte di questa cappella era quella chiamata "Chiesa Vecchia", che fino all'inizio del Novecento esisteva perpendicolarmente dietro la "chiesa nuova" costruita nella prima metà del XVIII secolo; con l'ampliamento di quest'ultima, l'antica struttura è stata demolita nel 1914.
In seguito all'aumento della popolazione nel 1912-1913, si decide per l'ampliamento della struttura utilizzando le aree occupate dall'abside, dal campanile e dalle sacrestie della chiesa precedente "chiesa vecchia" e dal giardino e parte della casa parrocchiale che viene restaurata. I lavori prendono il via nel 1914 e nel gennaio 1916 iniziano le celebrazioni delle prime funzioni religiose. L'attuale campanile fu costruito durante questi lavori.
Nella struttura predomina lo stile rinascimentale: l'iconografia è a forma di croce, con i bracci laterali che terminano in absidi semicircolari, minori di quelli della navata longitudinale.

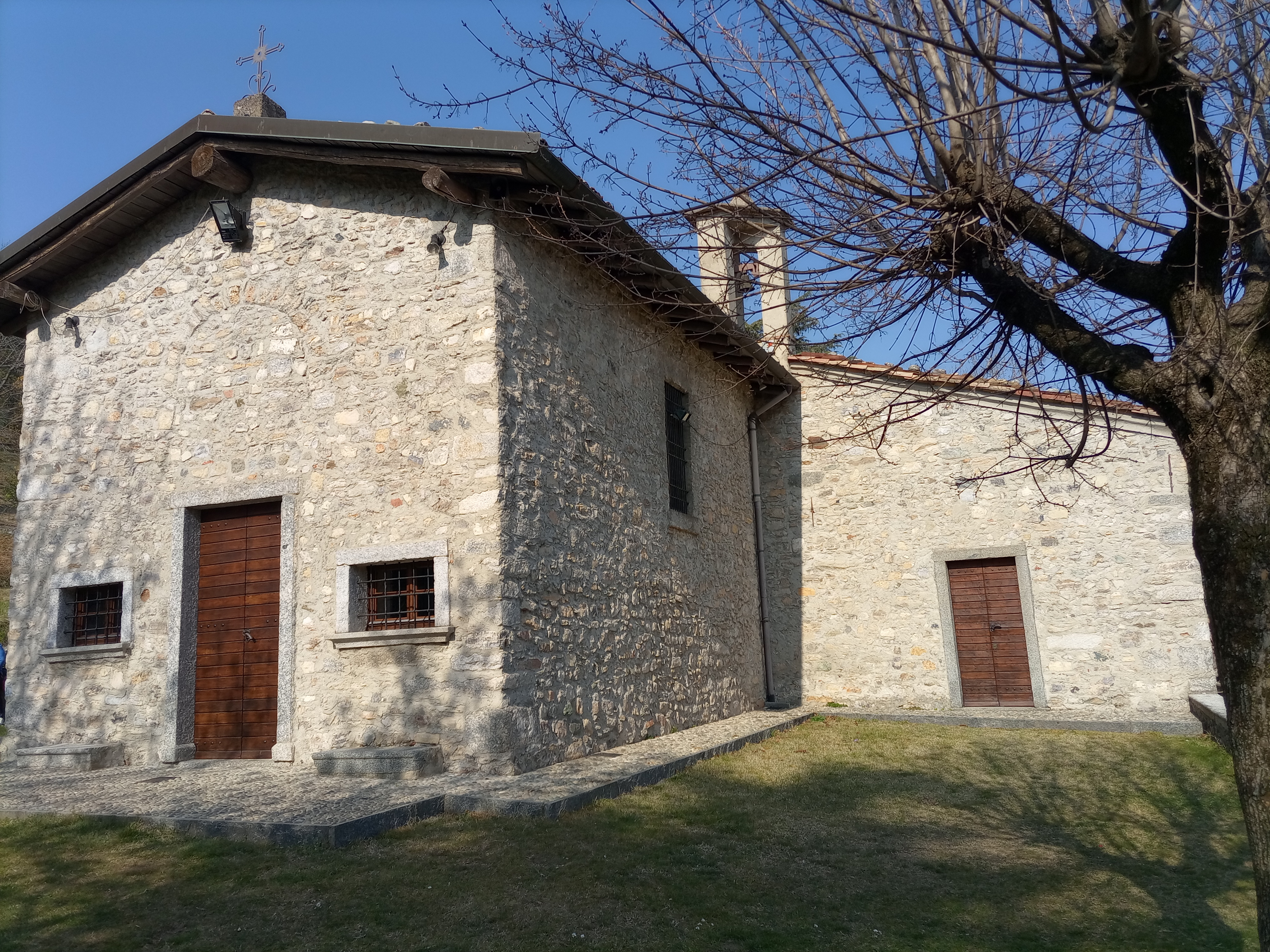
Chiesa di Santa Maria di Loreto

La cupola è di pianta poligonale e si appoggia su otto lesene.
Nella seconda metà del XVI secolo, la chiesa aveva il campanile innestato in un fianco della facciata. Nel 1727 con la costruzione della nuova parrocchiale viene costruito anche il campanile della "chiesa nuova", situato sul lato opposto a quello della torre attuale. Nel 1917, ad ampliamento avvenuto, il nuovo campanile torna ad occupare la posizione a lato monte. il campanile ospita 8 campane ambrosiane in Sib2 della Barigozzi di Milano fuse nel 1950.

#### Chiesa di Santa Maria
La Chiesetta di Santa Maria di Loreto, risalente all'epoca medioevale, è situata in posizione panoramica nella frazione di Molena. Le sue origini risalgono al XII secolo come testimonia l'abside. Originariamente in stile romanico, la chiesa era dedicata a San Bartolomeo. Confrontando la vecchia iconografia con quella attuale, si nota una sostanziale diversità: doppia navata con due absidi affiancate nella parte terminale ed il campanile innestato al centro della facciata. Il riadattamento dell'edificio così com'è oggi, si completa nella prima metà del XVII secolo. Nei secoli si sono susseguiti lunghi periodi di abbandono, fino a quando negli anni ottanta vengono completati i lavori di restauro.

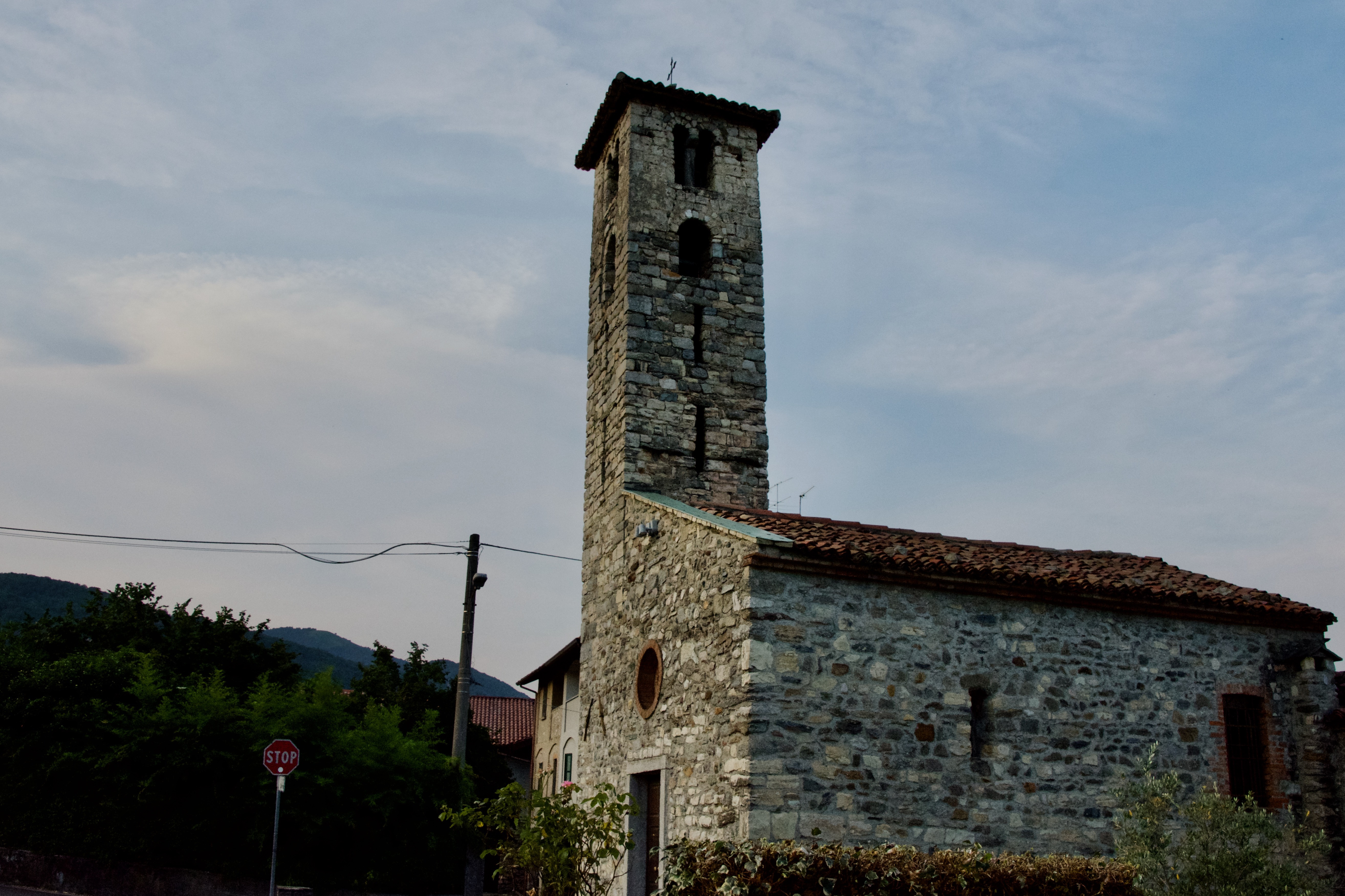
Oratorio dei Santi Cosma e Damiano

#### Chiesetta dei Santi Cosma e Damiano
Nota anche come Chiesa di San Rocco, è un oratorio situato nella frazione di Corogna, costruito alla fine del XIV secolo in sostituzione di una preesistente cappella. Successivi rimaneggiamenti si registrarono nel XVII secolo. La Chiesetta, che è dunque di origine medievale, presenta un'unica navata con abside semicircolare, con affiancato il suggestivo campanile in stile romanico databile al XI-XII secolo. Al suo interno si trovano resti di affreschi risalenti al XV e al XVI secolo. Alcuni interventi di restauro svolti nel 1977 e nel 1983 hanno restituito alle facciate la veste originaria, con pietre squadrate a vista, in cui sono state scoperte due antiche finestrelle absidali, che erano state otturate

#### Altro
- Chiesa di San Dionigi[18], in frazione Carcano, costruita laddove si trovava il castello distrutto dai Milanesi in seguito alla vittoria nella battaglia di Carcano[7]
- Chiesetta di San Lorenzo Martire, in frazione Saruggia, attestato al 1643[19]

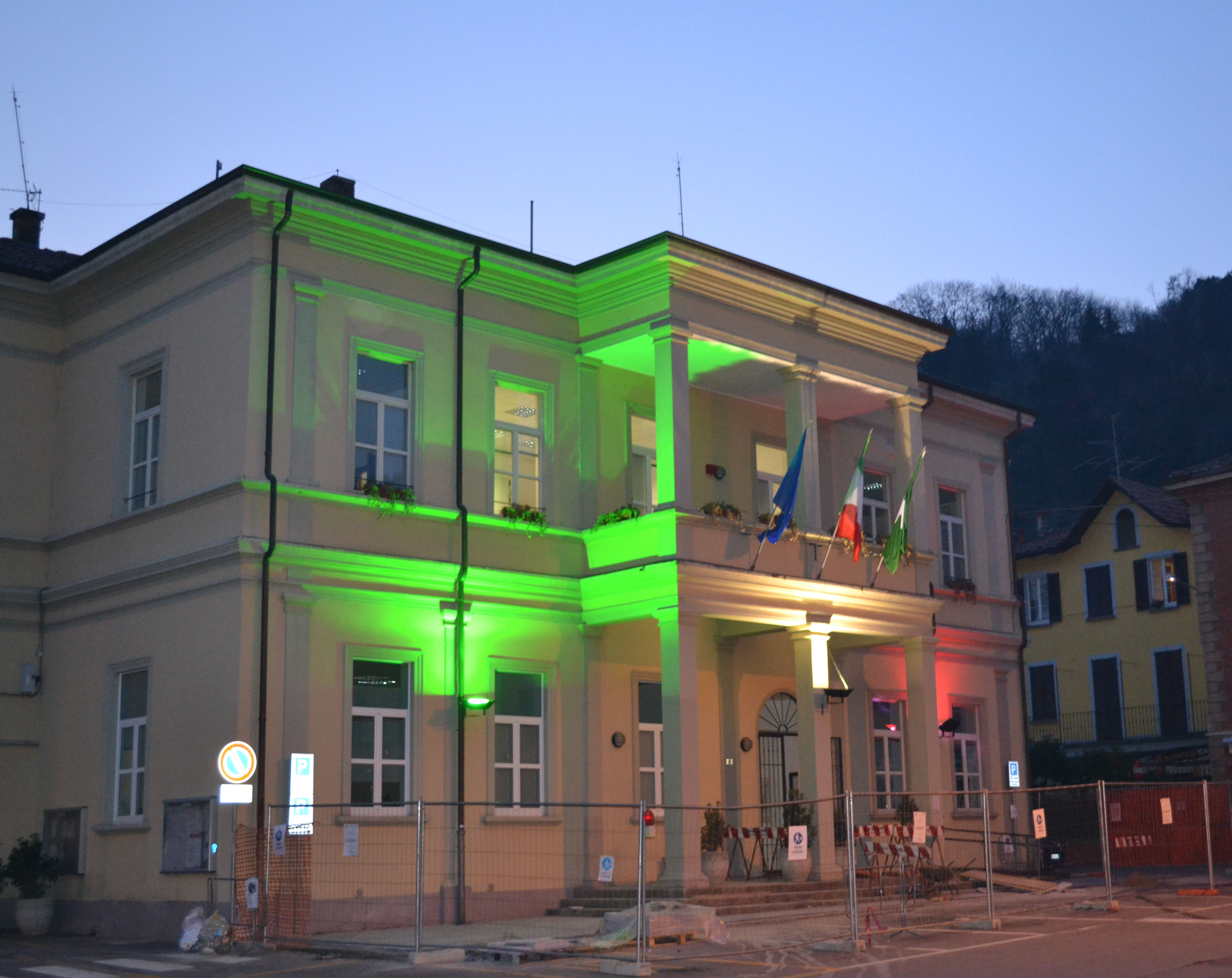
palazzo comunale

### Architetture civili

#### Palazzo comunale
Il palazzo comunale è tornato nell'edificio di piazza Roma dal maggio 2010: dagli anni novanta infatti, la sede del municipio si trovava nella villa Giamminola, una villa acquisita dal comune negli anni settanta.

#### Crotti
I crotti sono delle costruzioni rurali "a volta", dal cui fondo in roccia fuoriescono getti di aria fresca, che mantengono la temperatura durante l'anno costante a 12 °C - 14 °C.

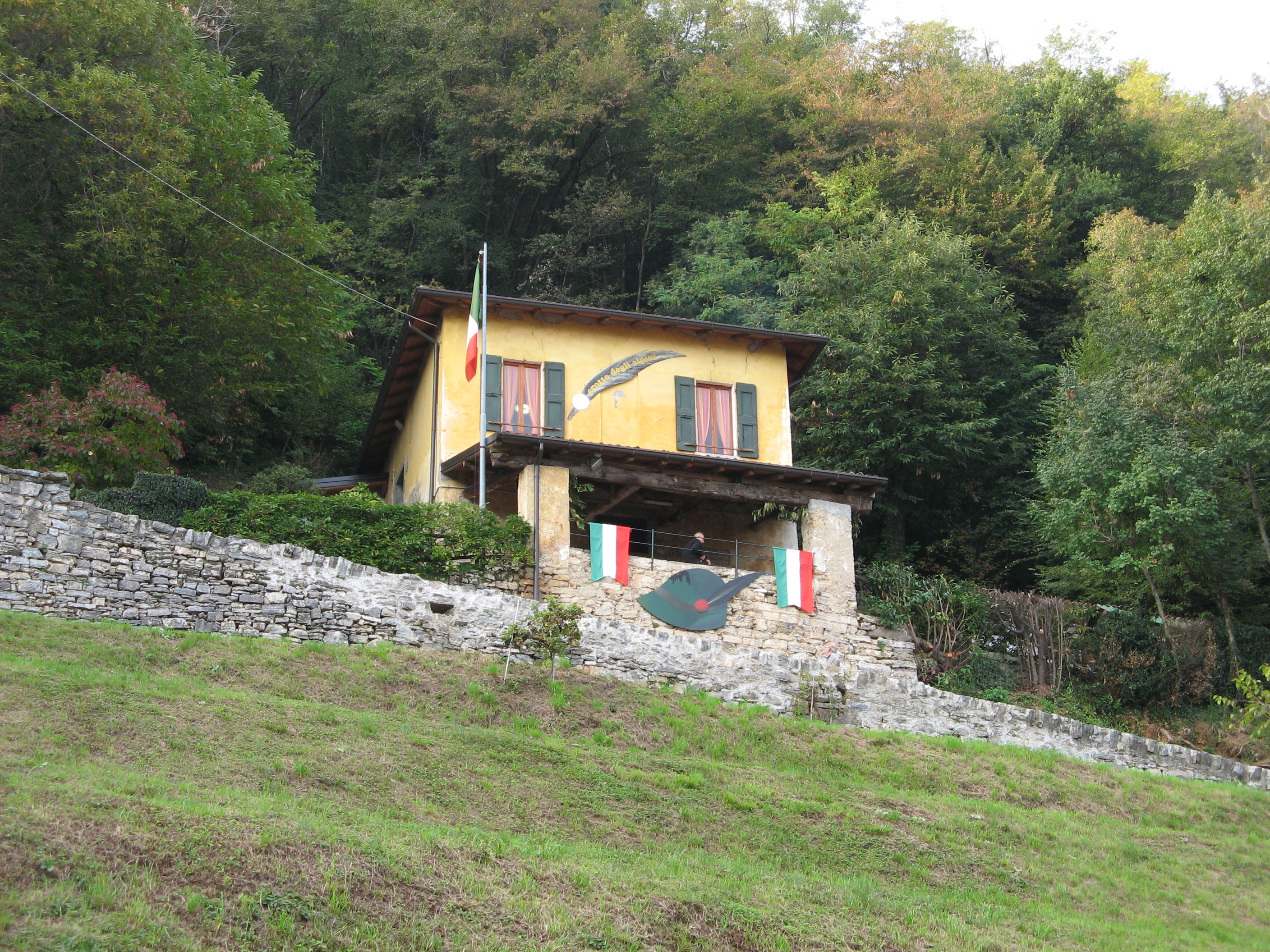
Vista esterna del Crotto Italia.

Le montagne di Albavilla sono un rilievo calcareo, con presenza di cavità e cunicoli originatisi in seguito al fenomeno del carsismo: in questi cunicoli circolano sia acqua che aria, ma nella maggior parte dei crotti è solo l'aria fresca a fuoriuscire, ad eccezione del crotto Italia dove fuoriesce anche acqua che viene raccolta in una vasca.
Sul territorio di Albavilla si contano 34 crotti:

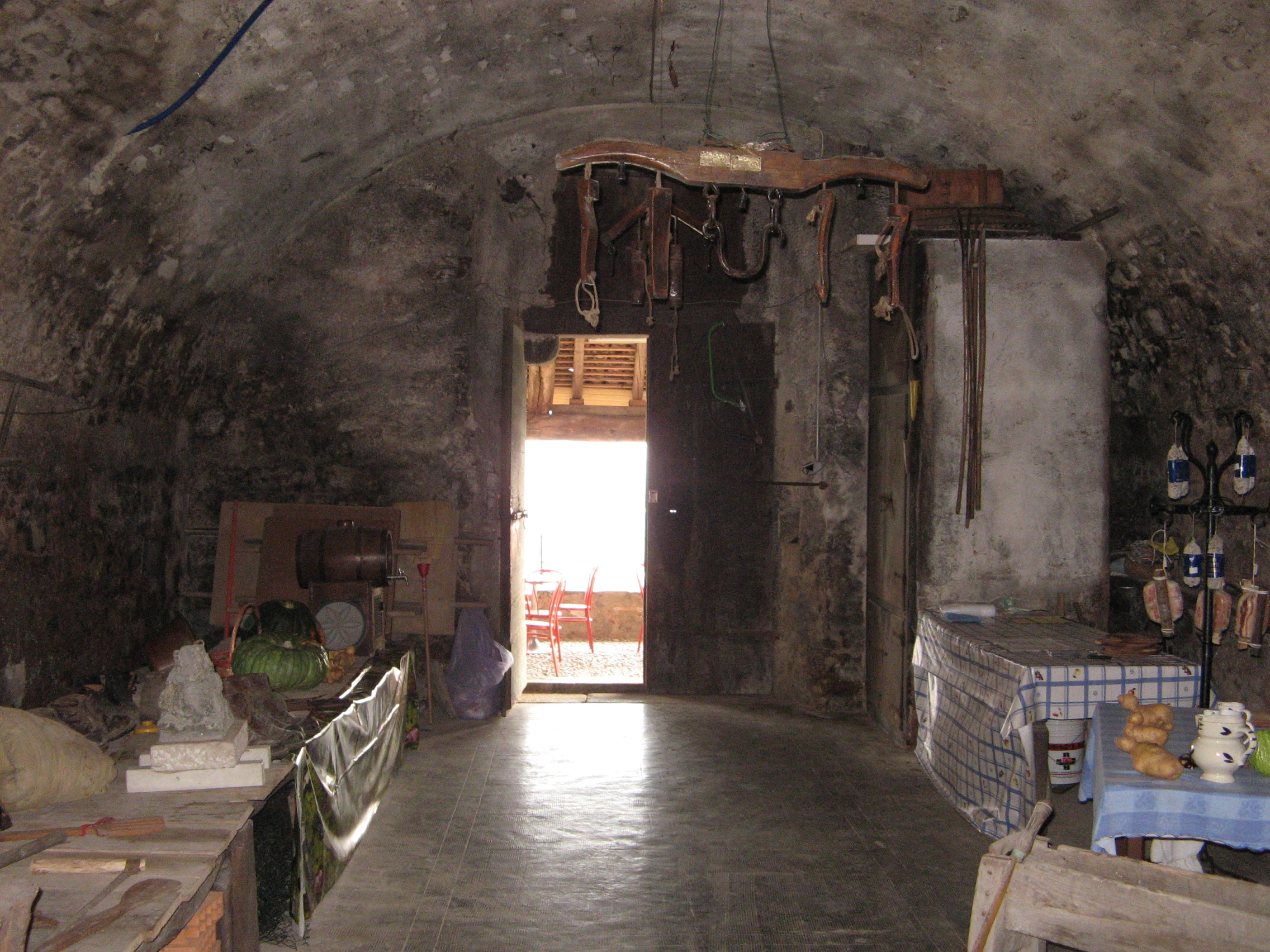
Vista interna del Crotto Italia

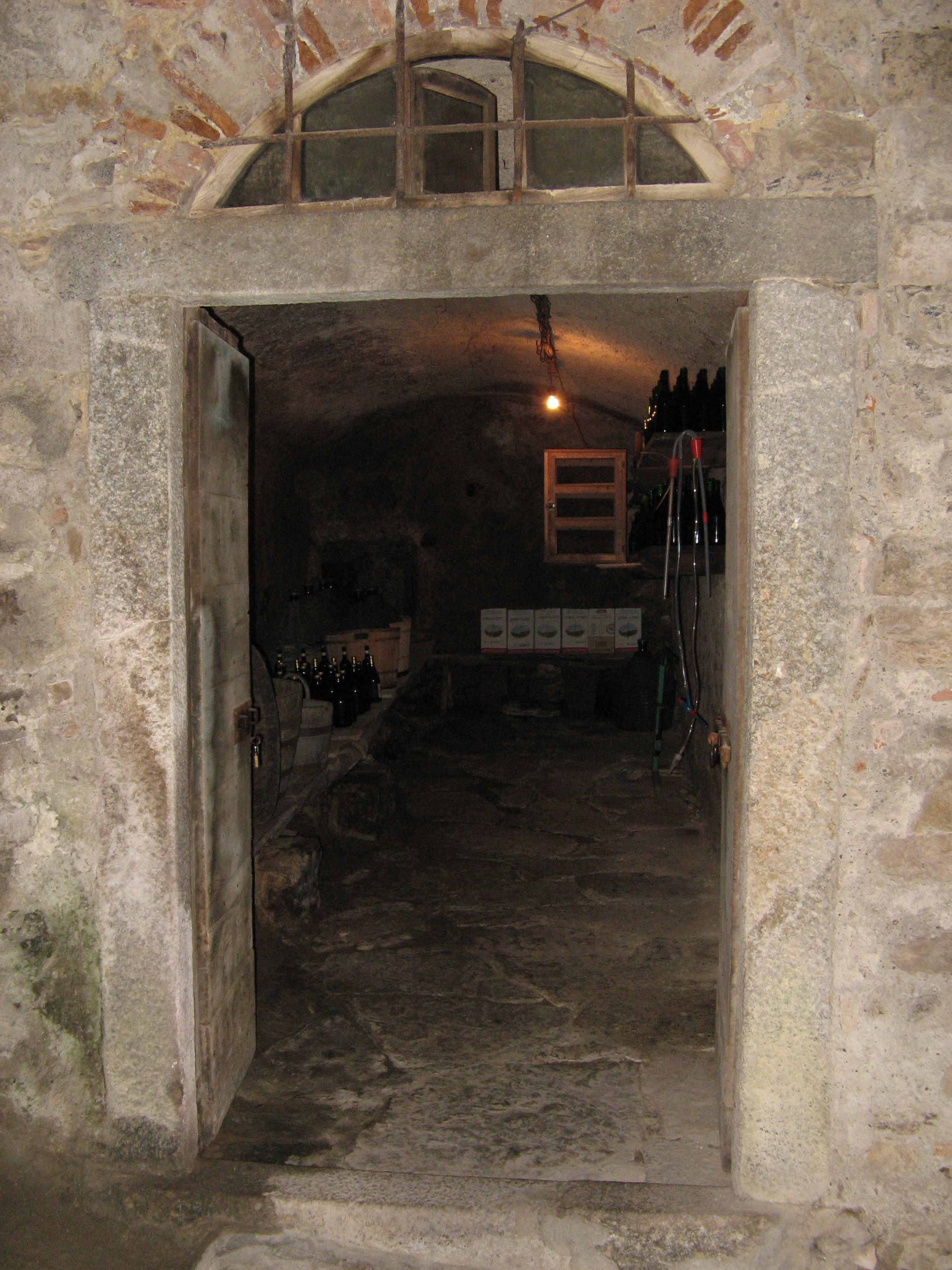
Ingresso del Crotto di Sesanet.

1. Crotto Villa Ruini
2. Crotto Villa arello
3. Crotto Baldisaren

1. Crotto Villa Decli
2. Crotto Roscio

1. Crotto dal Zariten
2. Crotto dal German
3. Crotto dal Murneè
4. Crotto dal Boeucc
5. Crotto dal Senza Capèl
6. Crotto dal Baghett
7. Crotto dal Sciur Giuan
8. Crotto dal Lenin
9. Crotto Roma
10. Crotto dal Magnen
11. Crotto da la Fôus
12. Crotto di Ciòca
13. Crotto Villa Binaghi
14. Crotto dai Cichinela
15. Crotto Villa Croci
16. Crotto Maestra Mary
17. Crotto di Sesanet
18. Crotto Felicino Giobbia
19. Crotto Giobbia
20. Crotto Villa Santambrogio
21. Crotto de Gaudenzi
22. Crotto dal Pichètt
23. Crotto Villa Morassi
24. Crotto Villa Stucchi
25. Crotto Volta
26. Crotto dal Penèl
27. Crotto de la Russa
28. Crotto dal Carduna
29. Crotto Italia

#### Ville

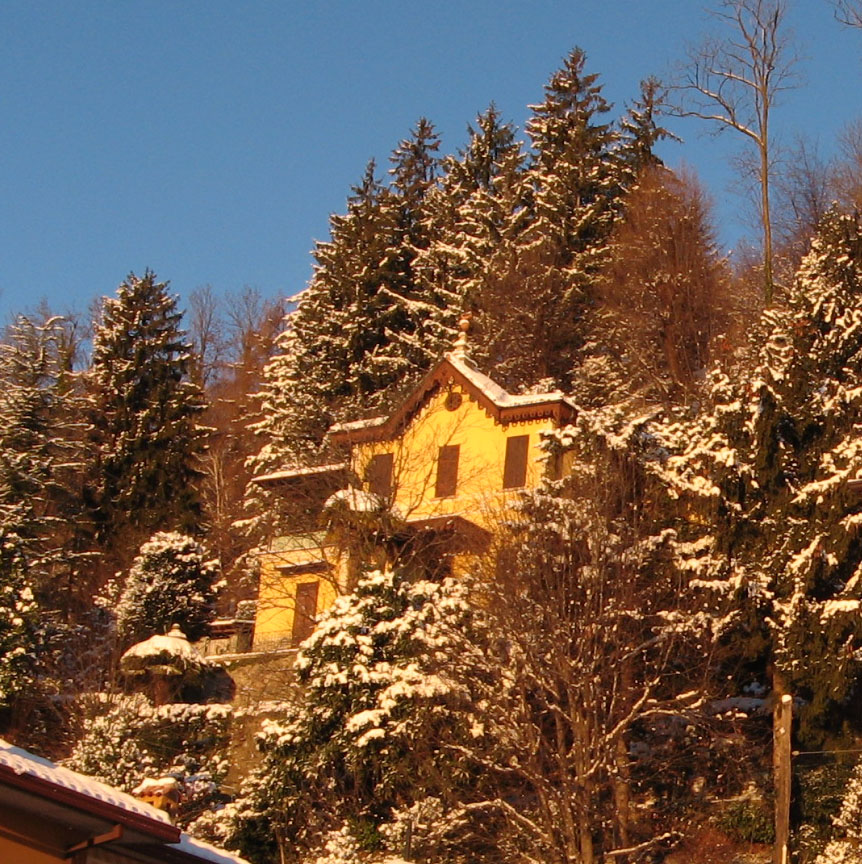
Vista di Villa Liberty.

Fino dall'antichità Albavilla ebbe sempre il ruolo di “villa”: si spiega l'etimologia dell'antico nome “Villalbese”, sostituito nel 1928 da “Albavilla”.
Le più antiche ville presenti sono:
1. Villa Pina
2. Villa Giamminola, ex sede del palazzo comunale
3. Villa Giobbia[20], sede dell'asilo infantile
4. Villa Dubini
5. Villa Bottoni
6. Villa Giannetta
7. Villa Vaia
8. Villa Parravicini, risalente al XIX secolo[21]
9. Villa Gonda
10. Villa "Liberty"
11. Villa San Giuseppe
12. Villa "Luigia"
13. Villa Bari
14. Villino "Amabile"-Tettamanti
15. Ca' Moneta (già Villa Teresa)
16. Villa Cortesella, costruita nel 1550[22] ma ristrutturata nel 1841[23] secondo lo stile neoclassico[17].[22] Situata in località Muzzonico,[17] la villa era un tempo dotata di giardino formale; negli anni 1960 fu dotata di corpi laterali[22].
17. Villa Finzi, nota anche come "Castellazzo", risalente alla fine del XIX secolo[24]
18. Villa Porro, costruita nel 1850[25]
19. Villa Micheloni, risalente al XVIII secolo[26]

#### La Foce
Situato nel centro storico del paese, la Foce (“Fous” in dialetto locale), è un antico lavatoio utilizzato in tempi passati per il lavaggio del bucato.

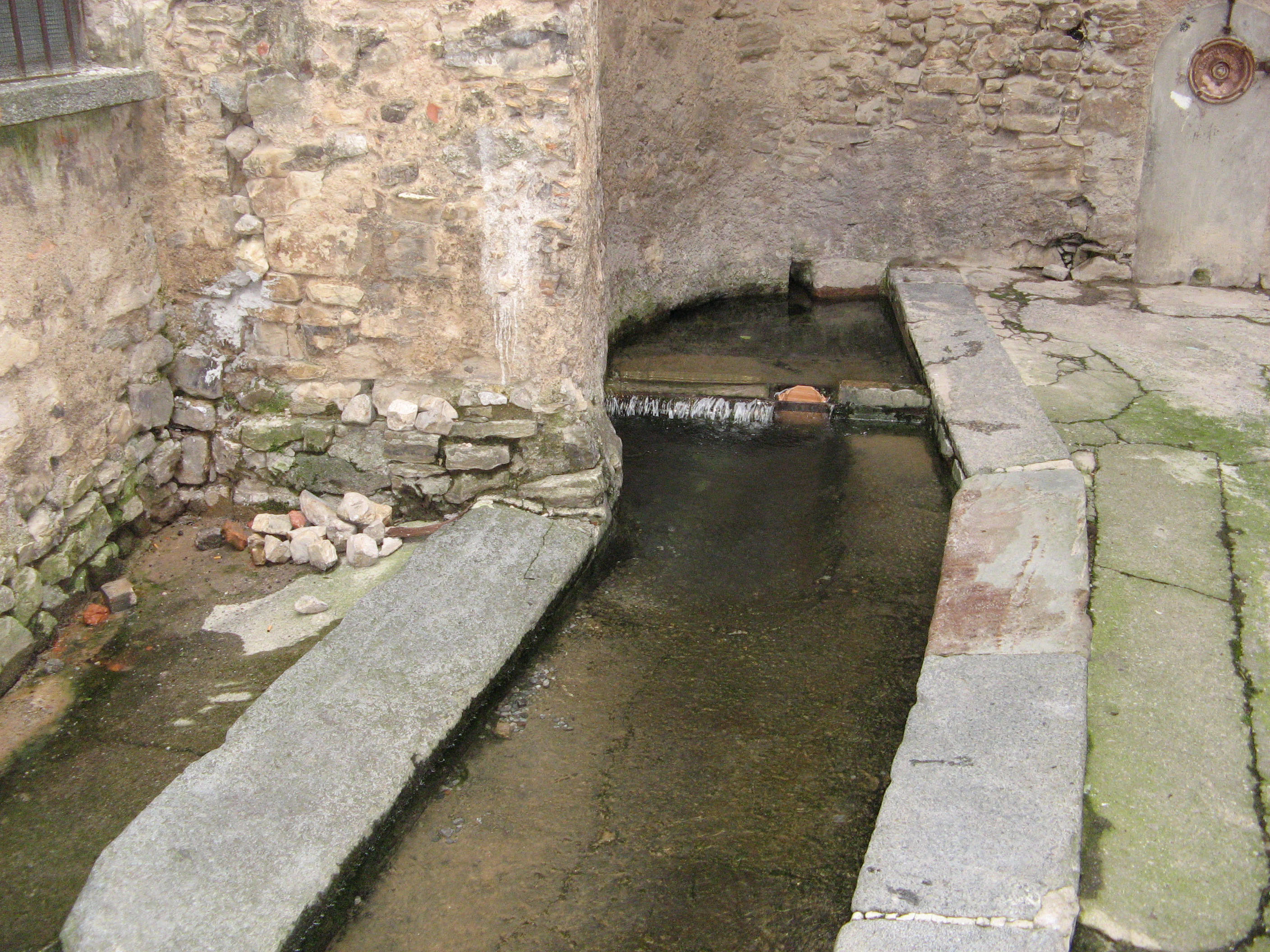
lavatoio "la Foce"

Un antico proverbio albavillese recita: "Quand al vegn la Fous d'està, la stagion la va a maa" ("Quando la Foce arriva d'estate, la stagione va a male"), ad indicare che la stagione non era propizia se scorreva l'acqua nel periodo estivo.

### Aree naturali

#### Alpe del Viceré

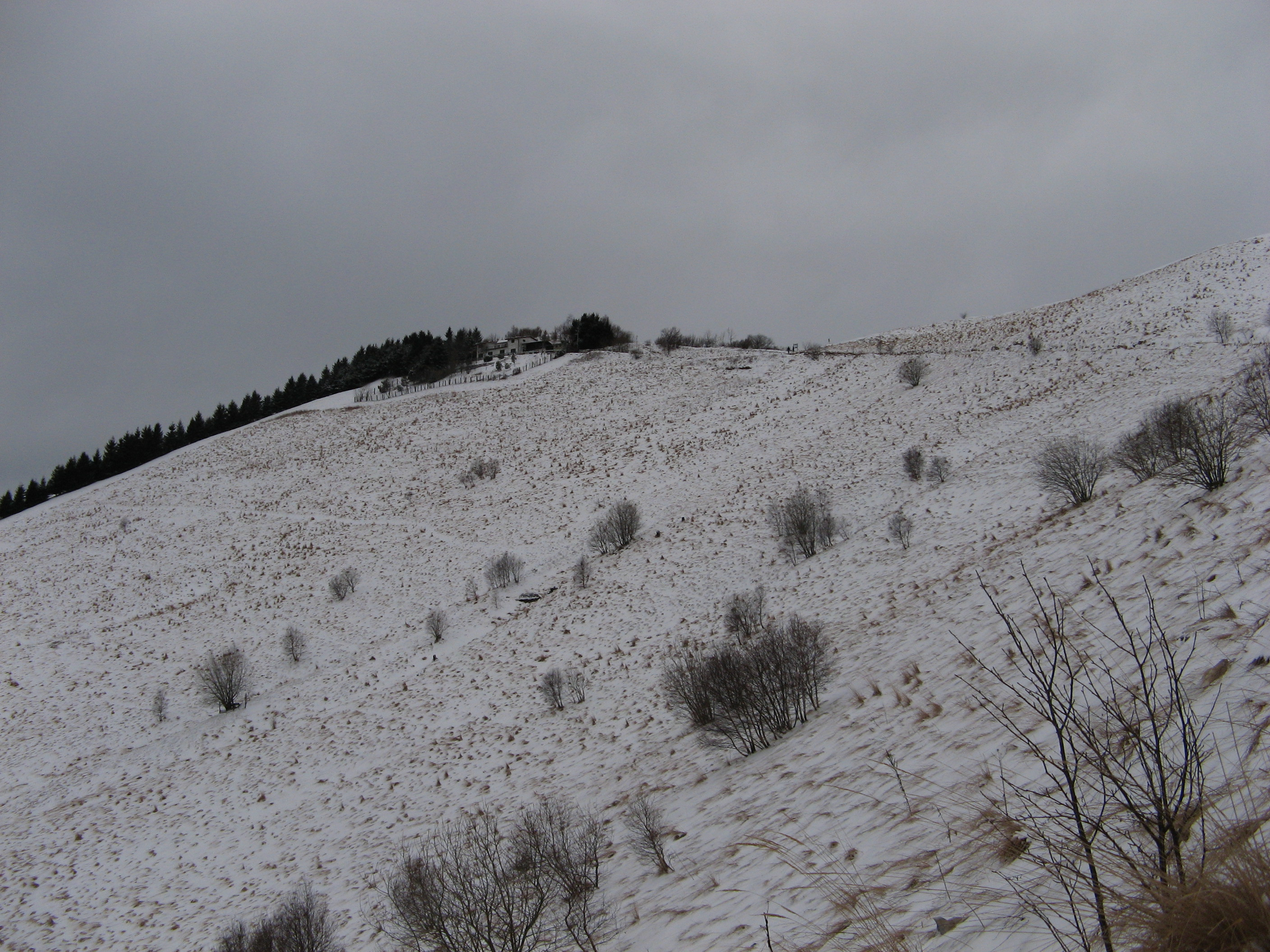
Cima del monte Bolettone

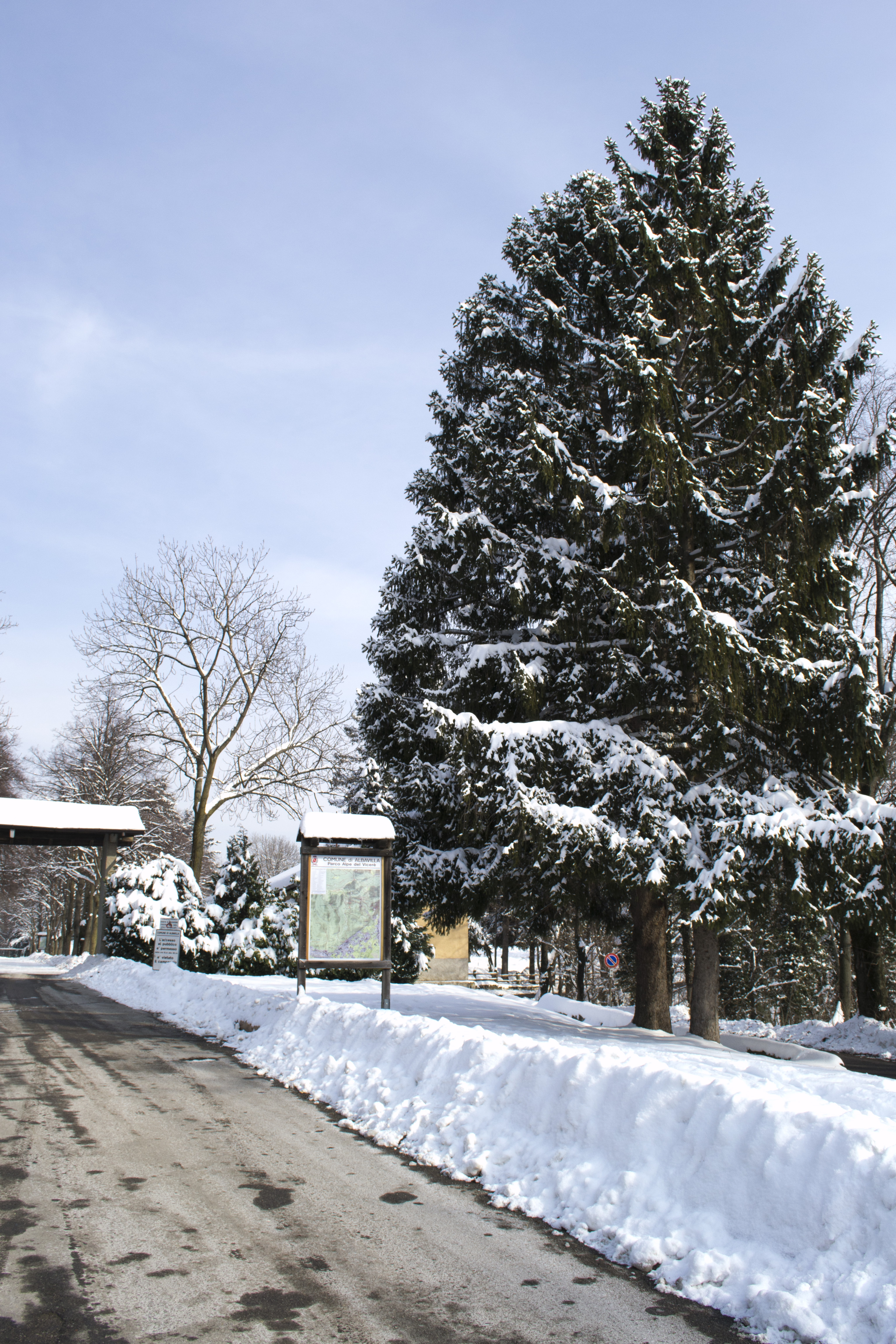
L'Alpe del Viceré in inverno.

L'Alpe del Viceré è un altopiano che si allarga sui contrafforti del monte Bollettone sopra l'abitato di Albavilla a quota 903m s.l.m.
È comodamente raggiungibile dal paese di Albavilla con una strada carrozzabile della lunghezza di 6 km.
L'area dispone di parcheggi e aree per pic-nic, ma sono presenti anche ristoranti e rifugi.

#### Il monte Bollettone
Raggiungibile dall'Alpe del Viceré è meta di numerosi escursionisti e rappresenta uno dei luoghi naturali più belli oltre che di Albavilla, anche del Triangolo lariano, per gli scorci panoramici visibili dalla vetta.
Gli scorci spaziano a 360° passando dalla Brianza e la pianura Padana con gli appennini in direzione sud, al Lago di Como e a parte dell'arco alpino e prealpino nelle restanti direzioni.

#### Buco del Piombo
Il Buco del piombo è un'imponente grotta naturale, situata nel comune di Erba, ma che è possibile raggiungere sia dal paese di Albavilla e sia dall'Alpe del Viceré.

#### Valle del Cosia

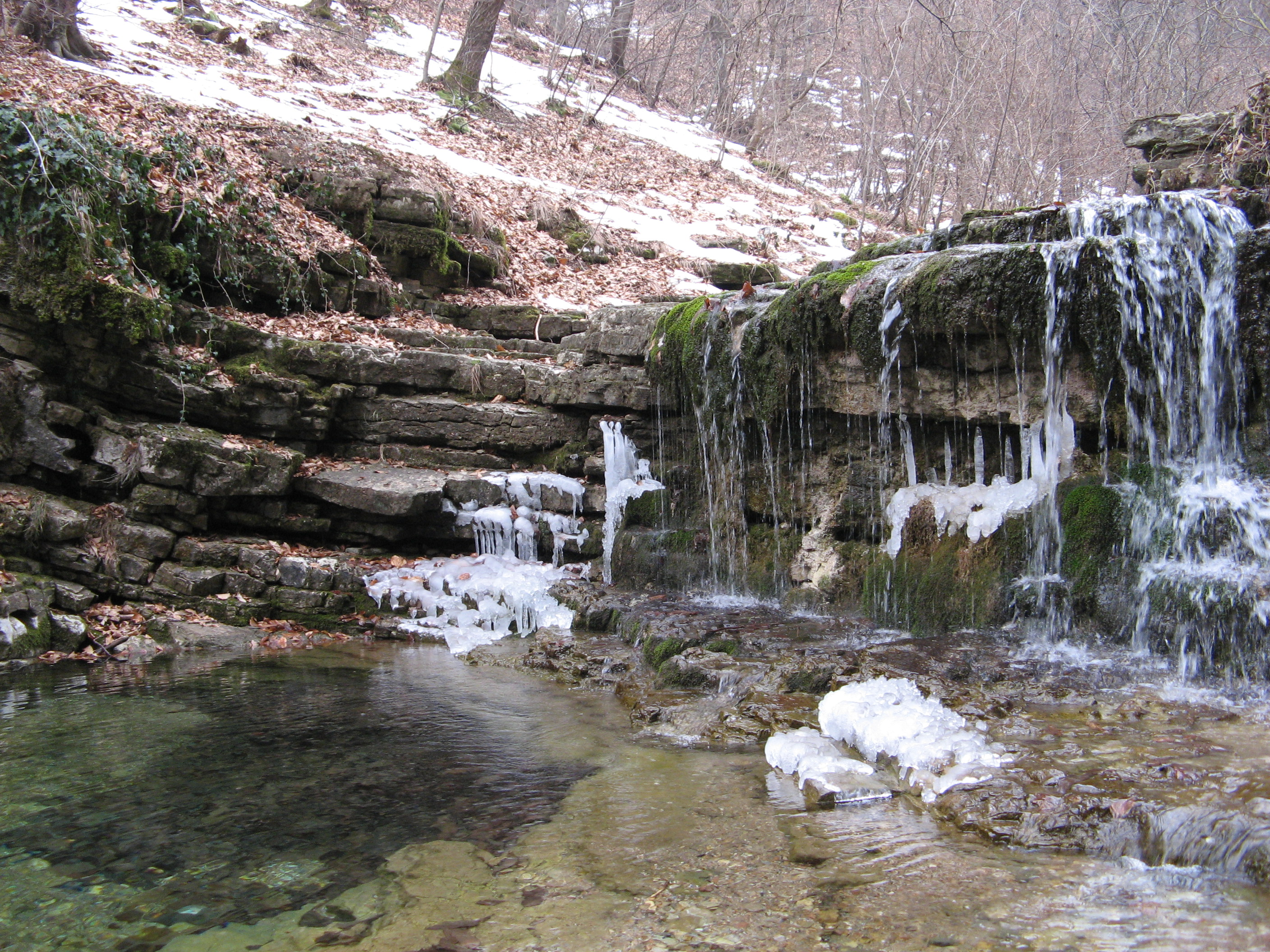
il torrente Cosia

Si segue il corso del torrente Cosia a partire dalla località Fontana Massera, raggiungibile poco fuori dal paese prendendo la strada per l'Alpe del Viceré.
Una valle ancora intatta in cui si possono ammirare degli orridi e delle profonde pozze create dall'azione dell'acqua.
Il sentiero conduce fino alla diga di Leana, invaso che tuttora non è inutilizzato, ma che è stato utilizzato come approvvigionamento di acqua per il paese di Albavilla.

#### Lago di Alserio
Il lago di Alserio è caratterizzato dalla presenza di specie vegetali e animali tipiche delle zone umide: per quanto riguarda la flora, si segnalano ninfee, piante acquatiche e canneti, mentre le sponde sono caratterizzate da prati e boschi cedui. Per quanto riguarda la fauna, esistono numerose specie di anfibi e rettili, quali la rana, il rospo, le bisce d'acqua. Sulle rive sono presenti una notevole varietà di uccelli: svasso maggiore, germano reale, la gallinella d'acqua, e l'airone cinerino.

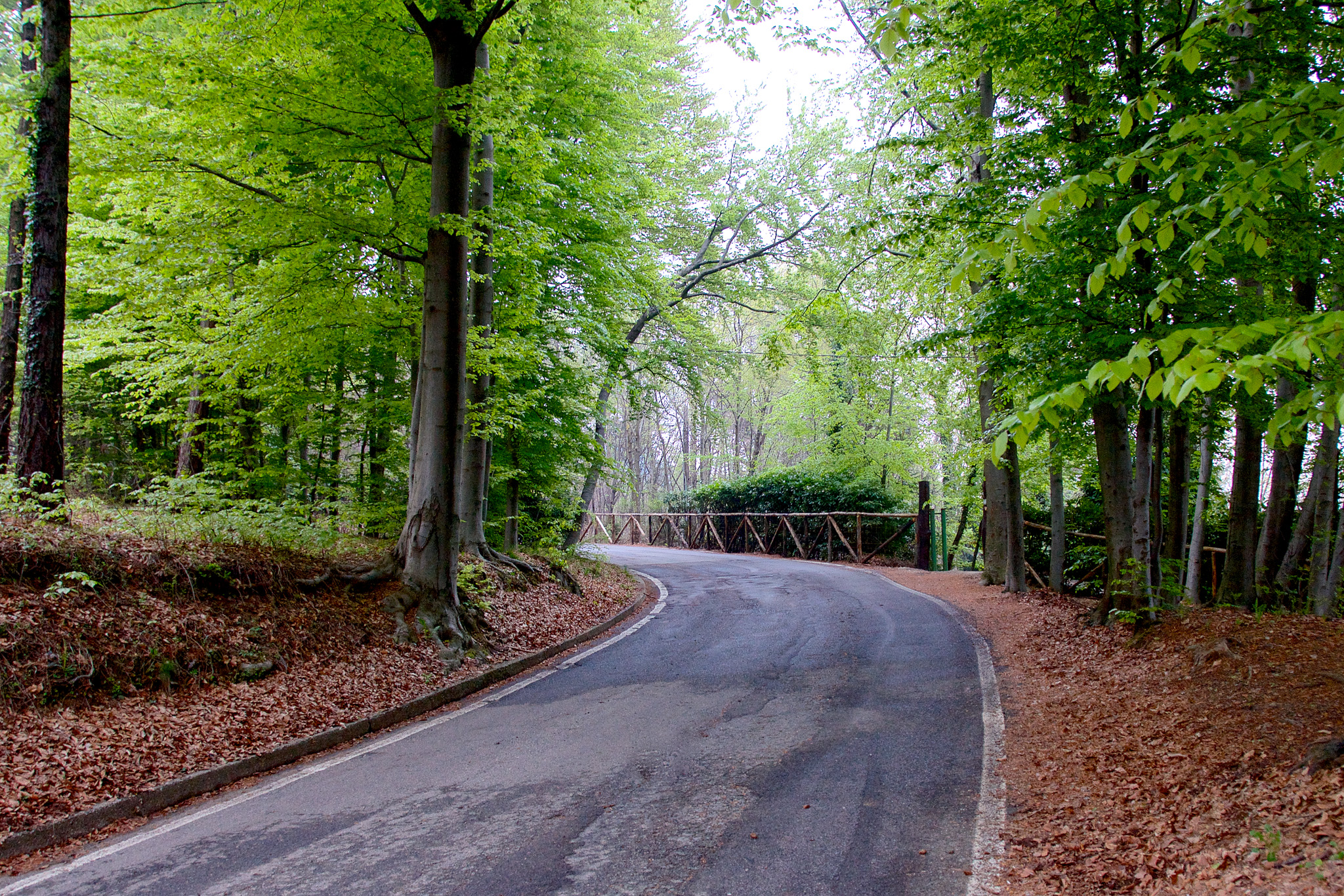
Strada boschiva

#### Boschi e sentieri
I boschi che circondano l'abitato, sono composti prevalentemente da alberi cedui come castagno, rovere, faggio, betulla, frassino, acero ma in alcune zone (Alpe del Viceré), per opere di rimboschimento sono stati piantumati anche abeti, pini e larici.
Numerose specie di piante erbacee e di flora protetta, tipica di tutta la zona del Triangolo Lariano, tra i quali si ricordano: narciso, primula, giaggiolo, giglio, rosa gallica, campanula barbata, ciclamino delle Alpi, bucaneve, pungitopo.
Per quanto riguarda il narciso, in tempi non tanto lontani venivano organizzate delle vere e proprie raccolte (narcisate): al giorno d'oggi la raccolta è vietata, trattandosi di flora protetta.
Nel sottobosco, anche per chi non è un "Fungiatt" (in dialetto locale), o esperto cercatore di funghi, è possibile trovare funghi quali porcini o mazze di tamburo.

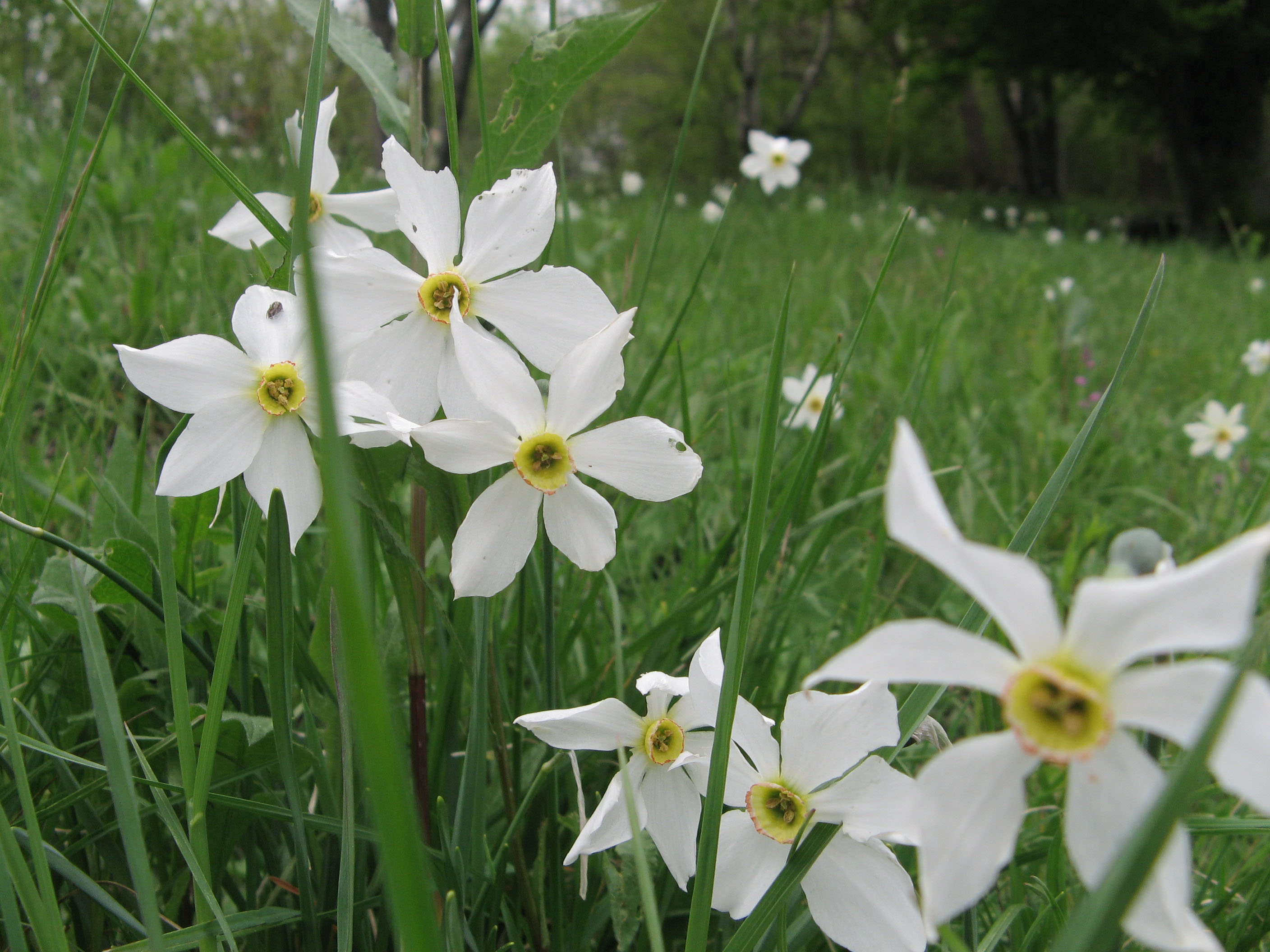
I narcisi
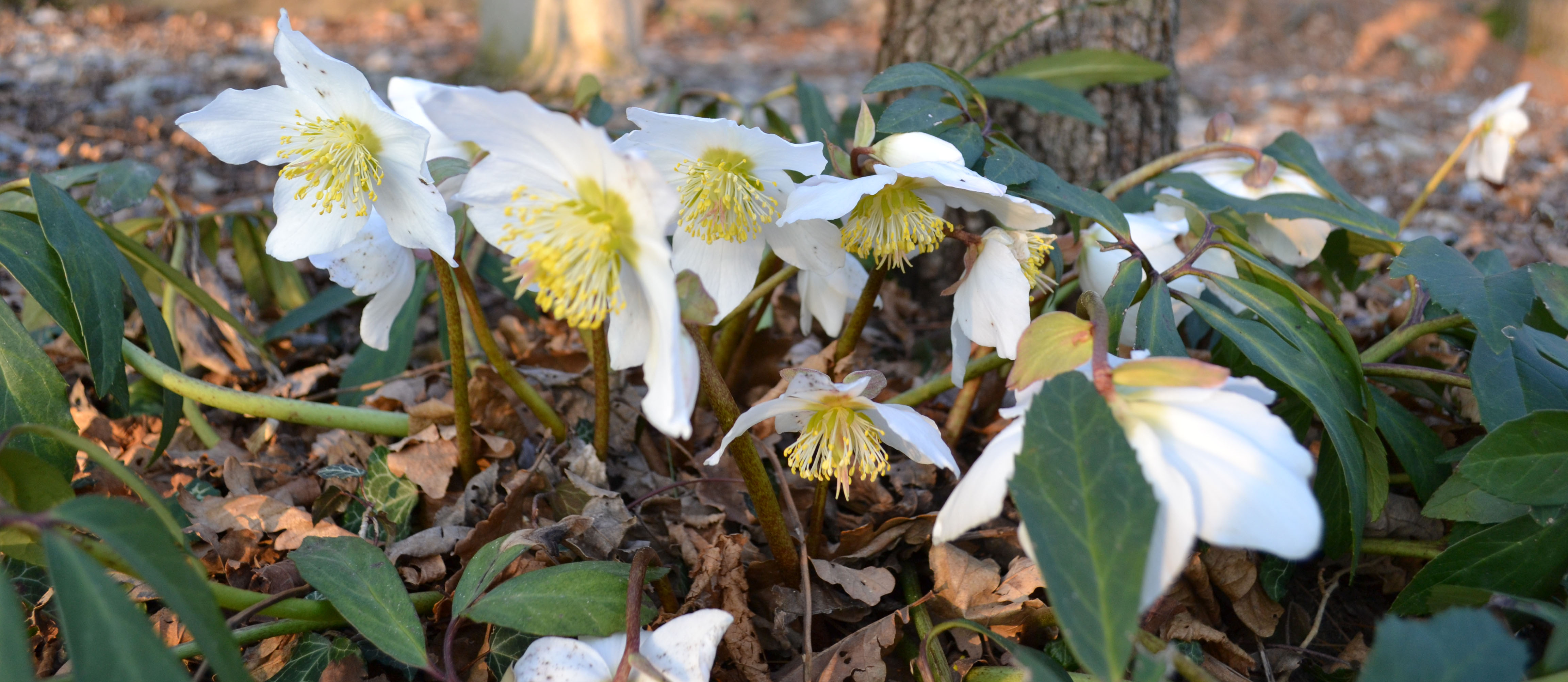
Anemone nemorosa o anemone dei boschi
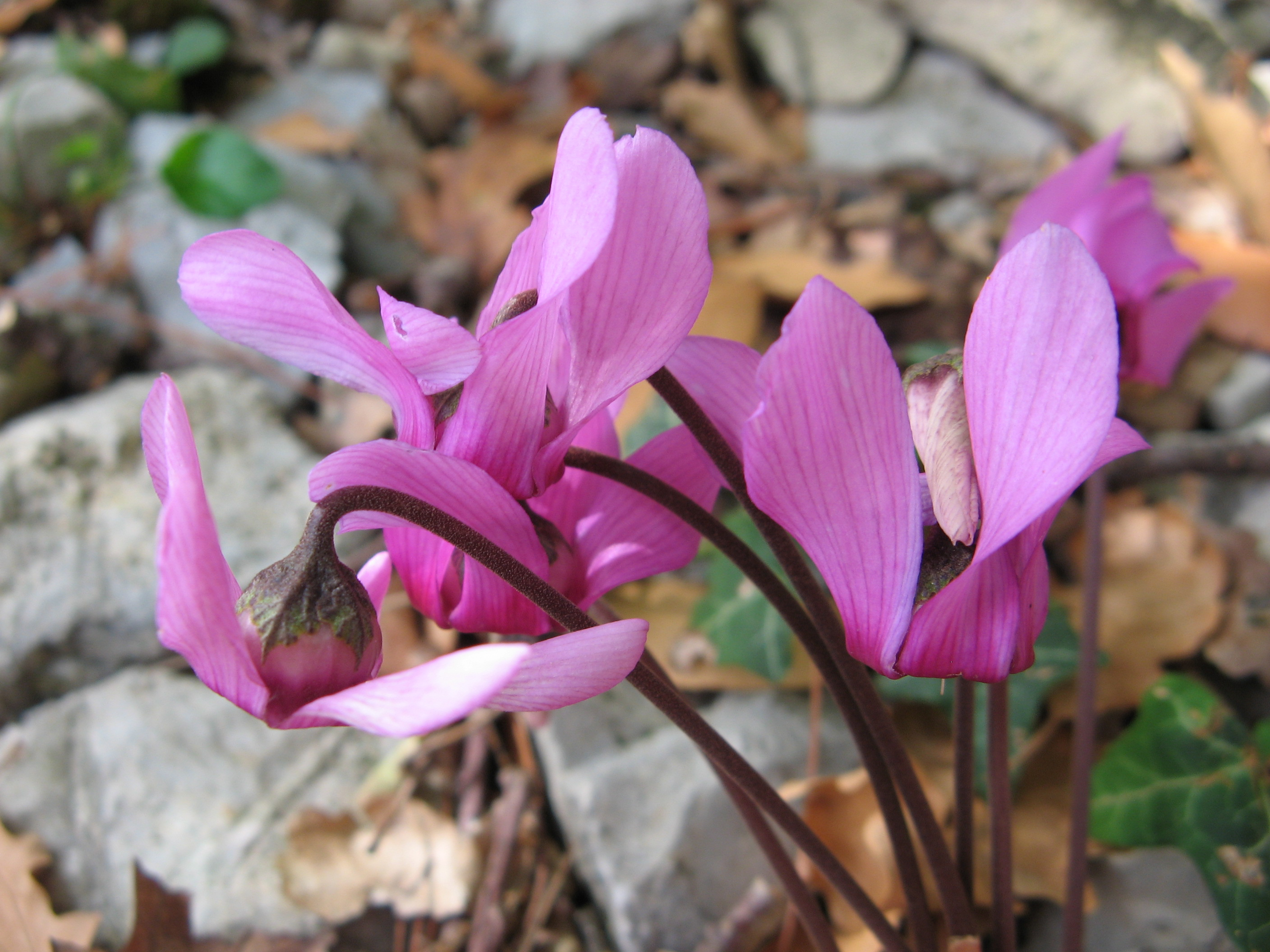
I ciclamini
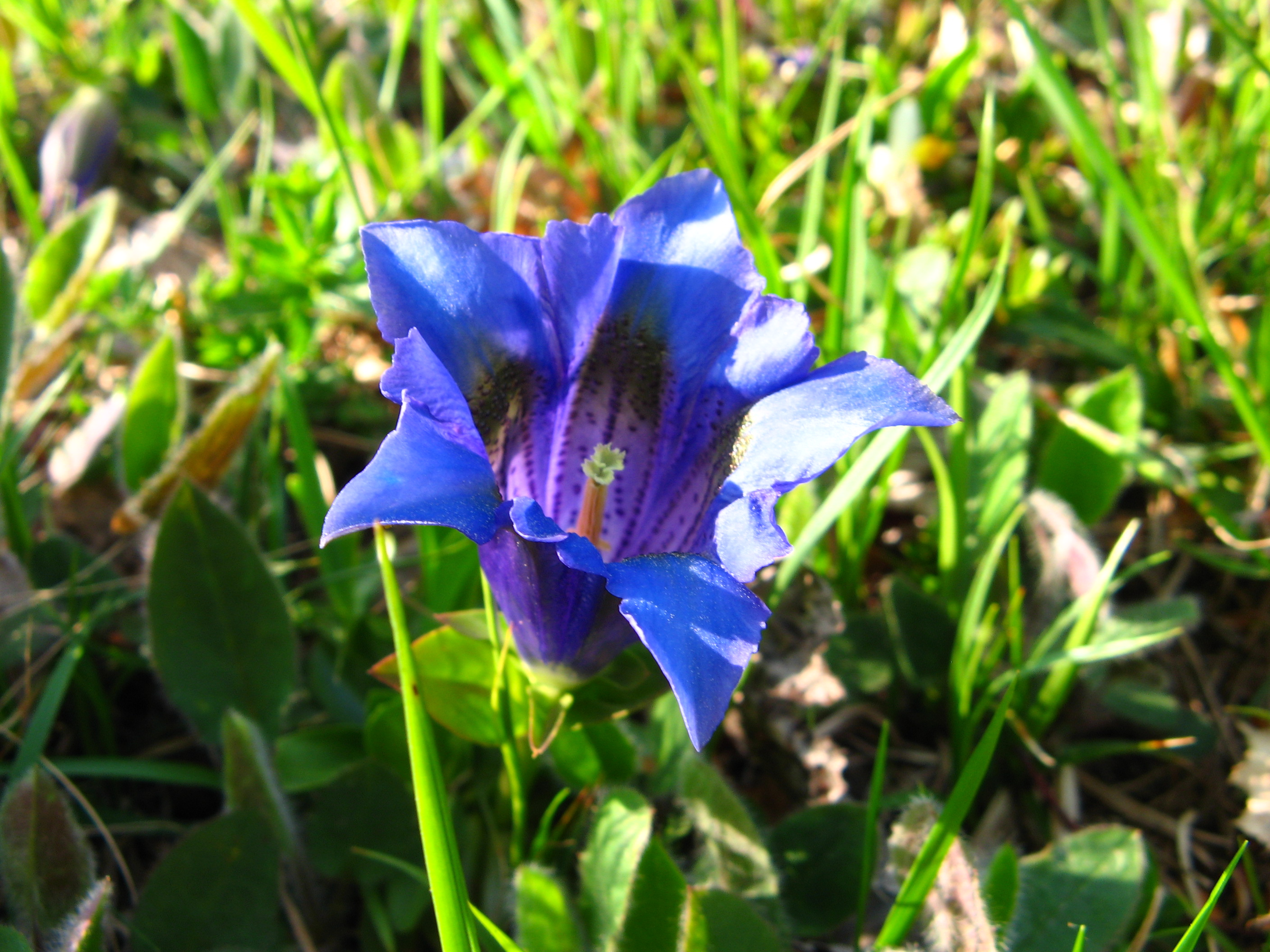
La genziana
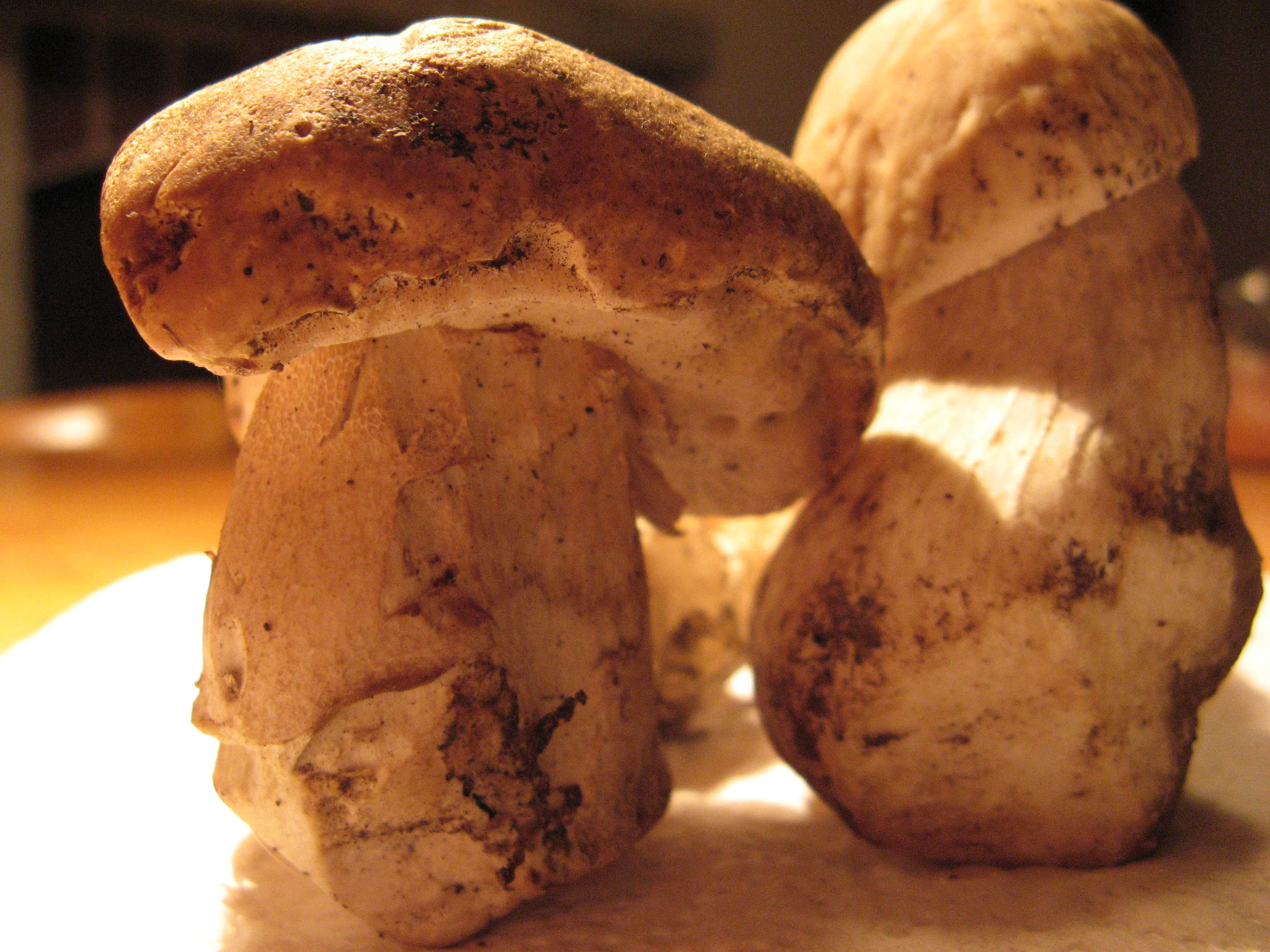
Porcino
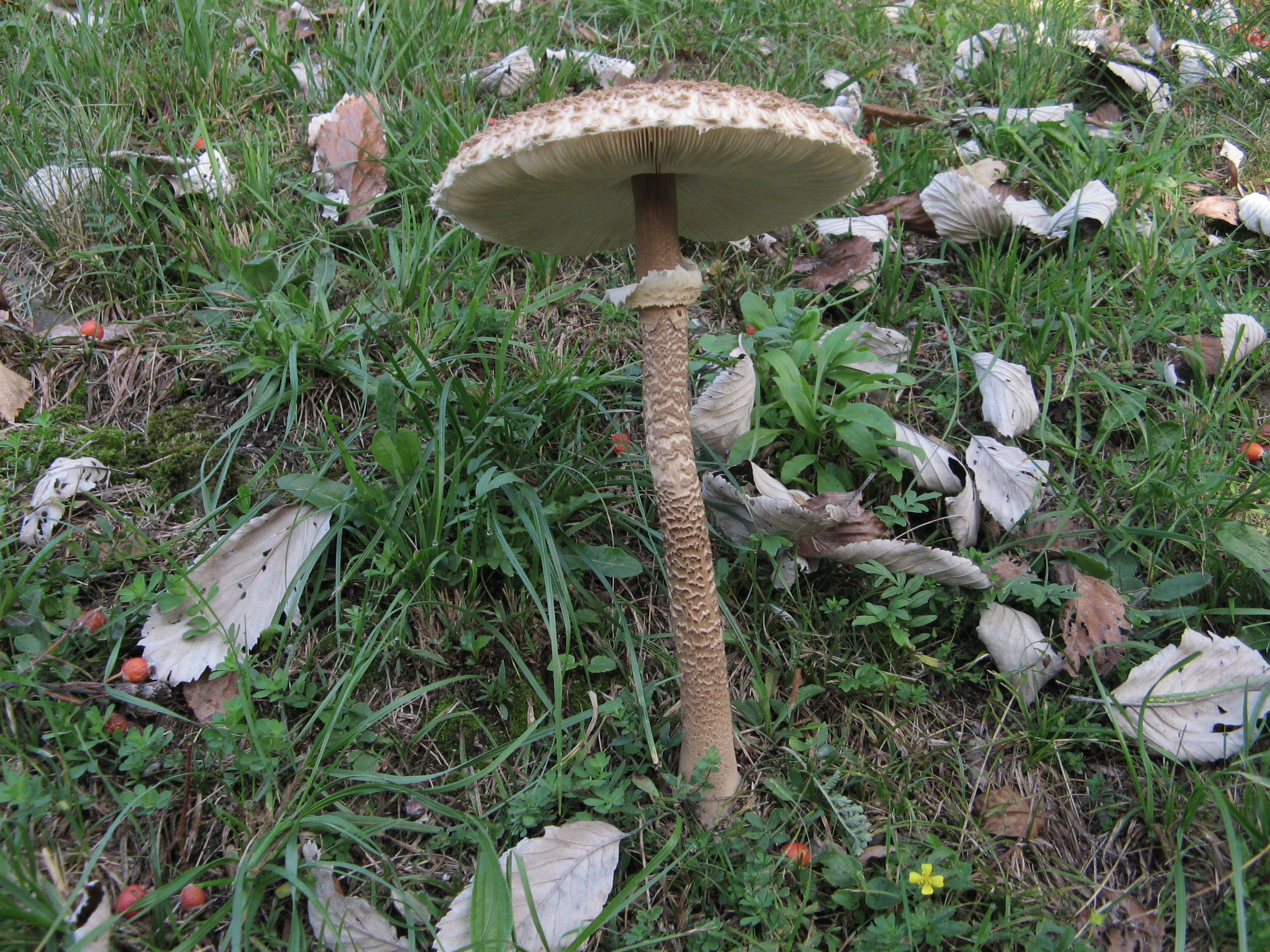
Macrolepiota procera o mazza di tamburo

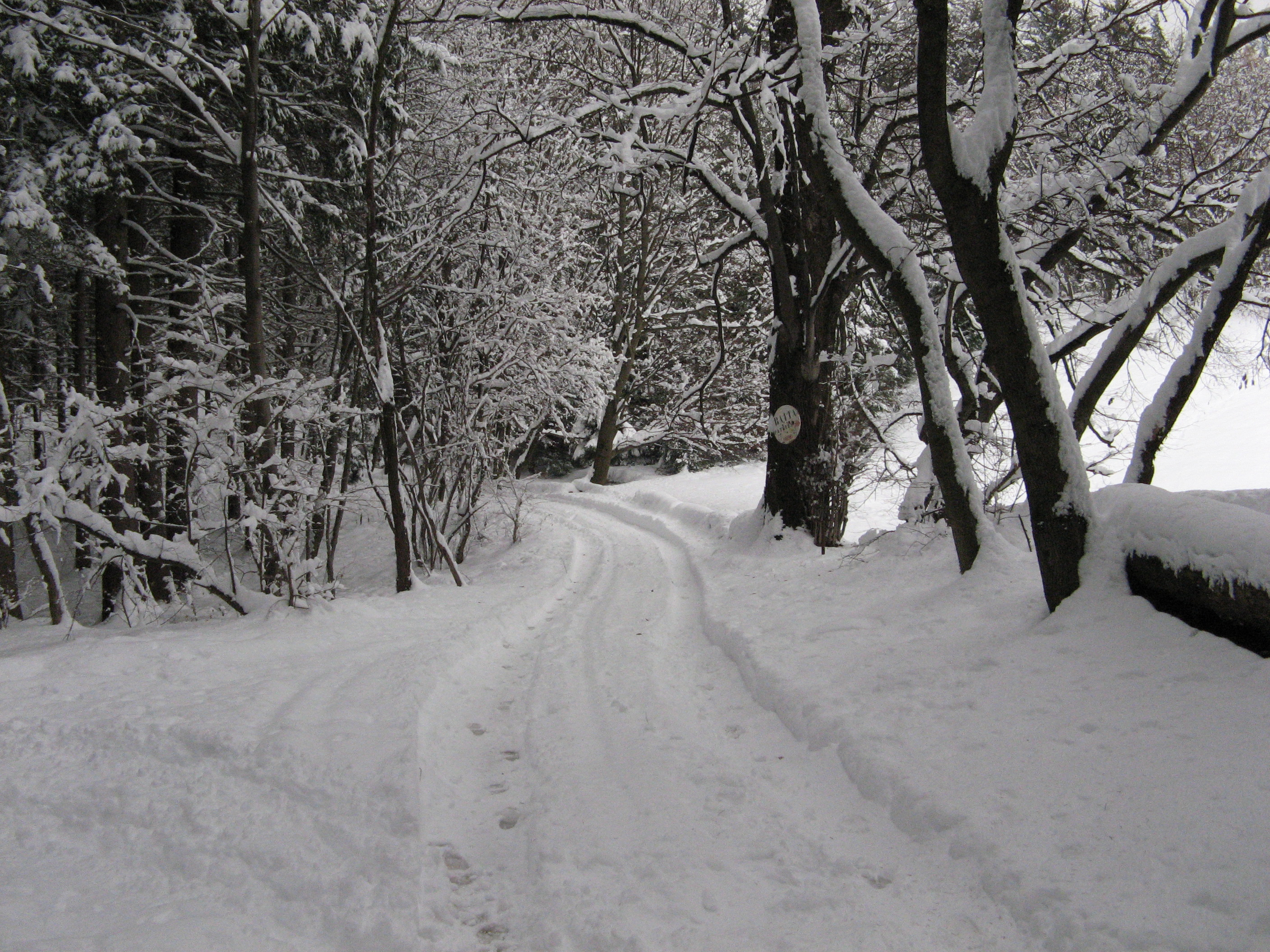
sentiero in inverno all'Alpe del Viceré.

Nei boschi, la fauna in cui a volte è possibile imbattersi, è rappresentata da lepri, piccoli roditori, scoiattoli, caprioli, cinghiali. Nelle zone più impervie anche rapaci, quali la poiana e il falco.
Per gli appassionati di trekking o di mountain bike, nei boschi sono disponibili dei percorsi di varie difficoltà, sia a partire dall'abitato e sia dalla zona dell'Alpe del Viceré.
Tra i principali sentieri si segnalano i seguenti itinerari:
- dal centro paese alla trattoria Alpina, e proseguendo oltre possibilità di scegliere tra il buco del piombo o la salita all'Alpe del Viceré
- sentiero degli alpini, che dal centro del paese conduce all'Alpe del Viceré, passando dall'Albergo La Salute
- dal centro del paese, salendo per via ai Monti, si entra nella valle del Cosia passando per la diga di Leana, fino all'Alpe del Viceré
- dal centro del paese, salendo per via ai Monti, all'inizio della valle del Cosia, si seguono le indicazioni per la baita Patrizi salendo per una strada agro-silvo-pastorale detta “la tagliata”
- dall'Alpe del Viceré ci sono poi numerose possibilità di sentieri

- sentiero del balcone e del Brolo, che dal lago di Alserio conduce verso la frazione di Carcano di Albavilla

## Società

### Evoluzione demografica
- 554 nel 1727[27]
- 590 nel 1751 con Saruggia
- 899 nel 1771
- 1 000 nel 1799
- 1 369 nel 1805
- 1 528 nel 1809 dopo annessione di Buccinigo, cui seguì poi Albese con Cassano
- 1 613 nel 1853
- 1 703 nel 1861
- 1 881 nel 1881
- 2 159 nel 1901
- 2 132 nel 1921

Abitanti censiti

### Dialetto
Il dialetto albavillese è un dialetto del lombardo occidentale, simile agli altri dialetti della Brianza e del Comasco.

### Tradizioni e folclore
- Festa dei Crotti

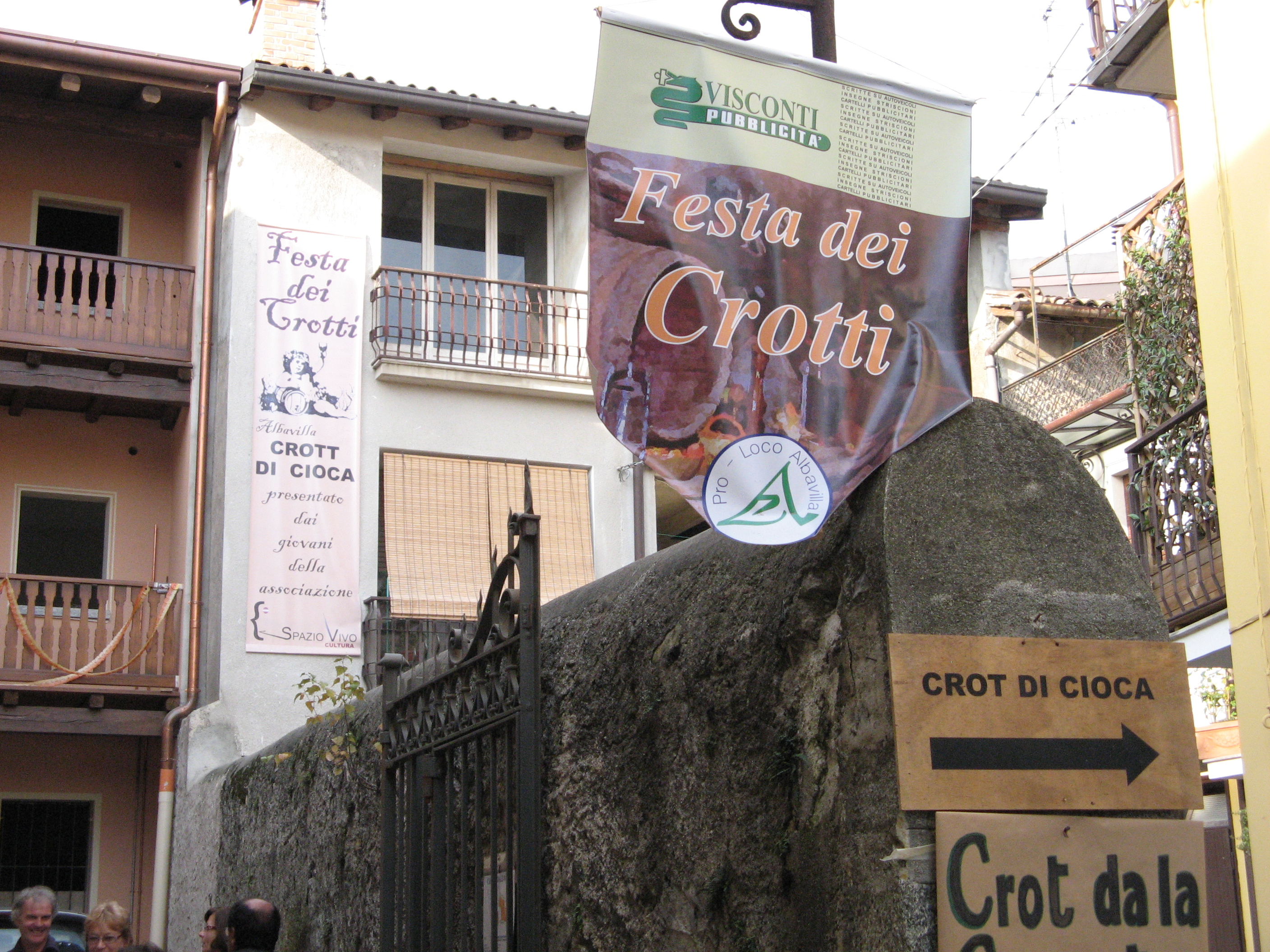
Festa dei Crotti.

Importante momento aggregativo di tutto il territorio è la Festa dei Crotti, organizzata ogni primo e secondo weekend di ottobre lungo le vie del paese. Si tratta di un percorso che si snoda attraverso i vari crotti di Albavilla con possibilità di visita e di degustazione di prodotti tipici. All'evento si affiancano iniziative che variano di anno in anno: esposizione di attrezzi agricoli e dimostrazione delle attività agricole di un tempo, esposizione di quadri, pizzi e merletti, vendita di prodotti tipici, servizio ristorazione. Negli ultimi anni si sono aggiunte le aperture di varie corti tipiche.
- Giovedì Estivi

Organizzati dall'Amministrazione Comunale attraverso la Consulta Spettacolo e Manifestazioni (presieduta da Domenico Caminiti)
sono ormai un appuntamento fisso durante i giovedì sera di luglio:
la piazza diventa pedonale, con musica, giochi per bambini, ristorazione
- Festa della Giubiana

La Giubiana è una festa tradizionale della Lombardia, sentita specialmente in Brianza, nell'Altomilanese, nel varesotto e nel comasco che consiste nel mettere al rogo un fantoccio vestito di stracci; il rituale rappresenta simbolicamente la fine della cattiva stagione.
- Trofeo Jack Canali

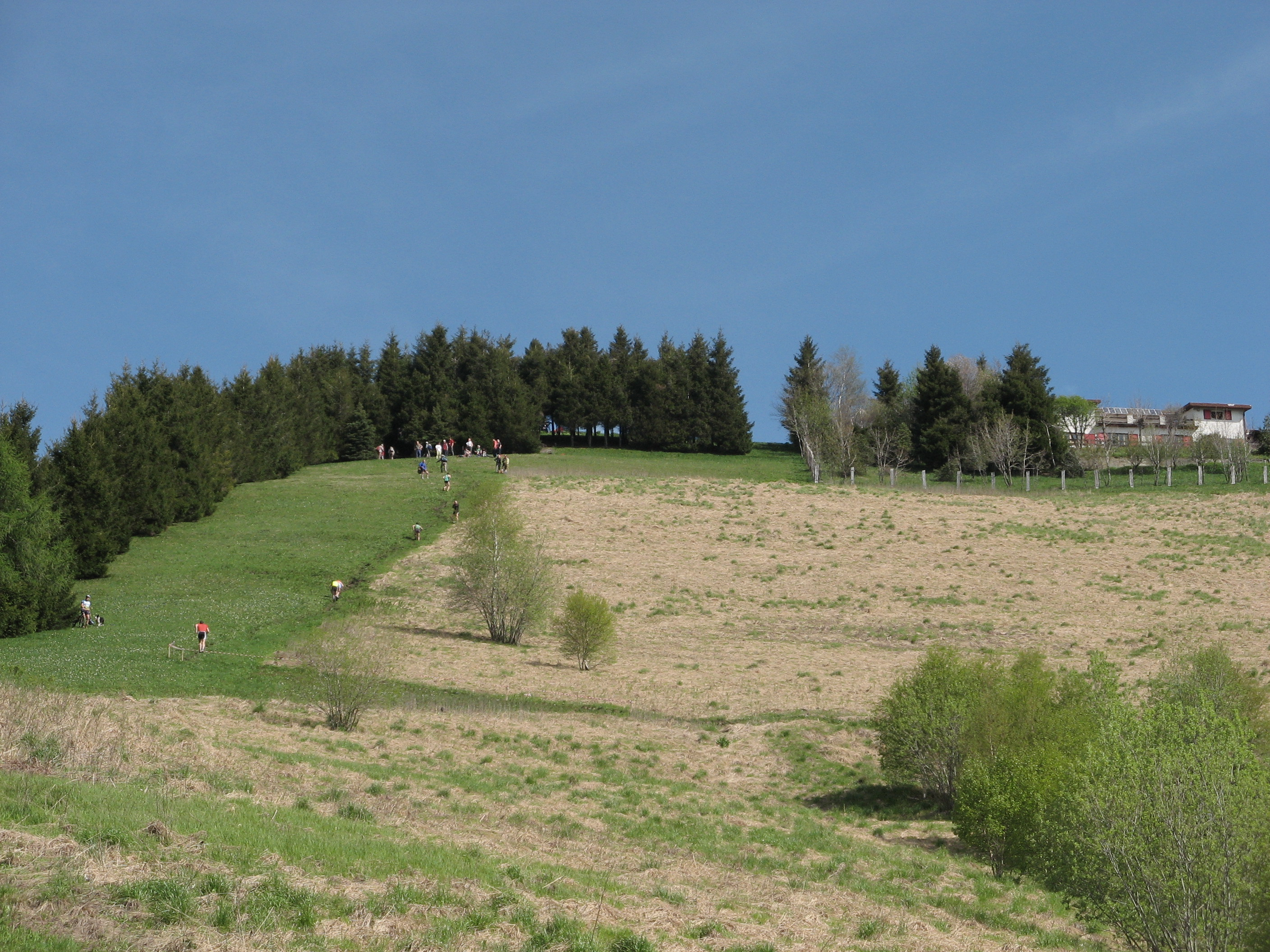
Trofeo Jack Canali.

Una corsa podistica che si tiene ogni anno nel mese di maggio, con partenza dal centro del paese a quota 430 m s.l.m. e arrivo in vetta al monte Bollettone a 1302 m s.l.m.: 6,7 km su sentieri e mulattiere di montagna per un dislivello di 890 m.
- Giroingiro del Bollettone

“Camminata non competitiva sui sentieri del monte Bollettone”, che si tiene ogni anno nel mese di settembre: un anello di circa 12 km che dall'Alpe del Viceré gira intorno al monte Bollettone: la prima parte del percorso porta alla baita Patrizi e alla bocchetta di Lemna, quindi sentiero dei faggi, e arrivo alla capanna Mara, con discesa fino al punto di partenza.
- Festa della Montagna

Si tiene all'Alpe del Viceré nel mese di maggio.
- Castagnate

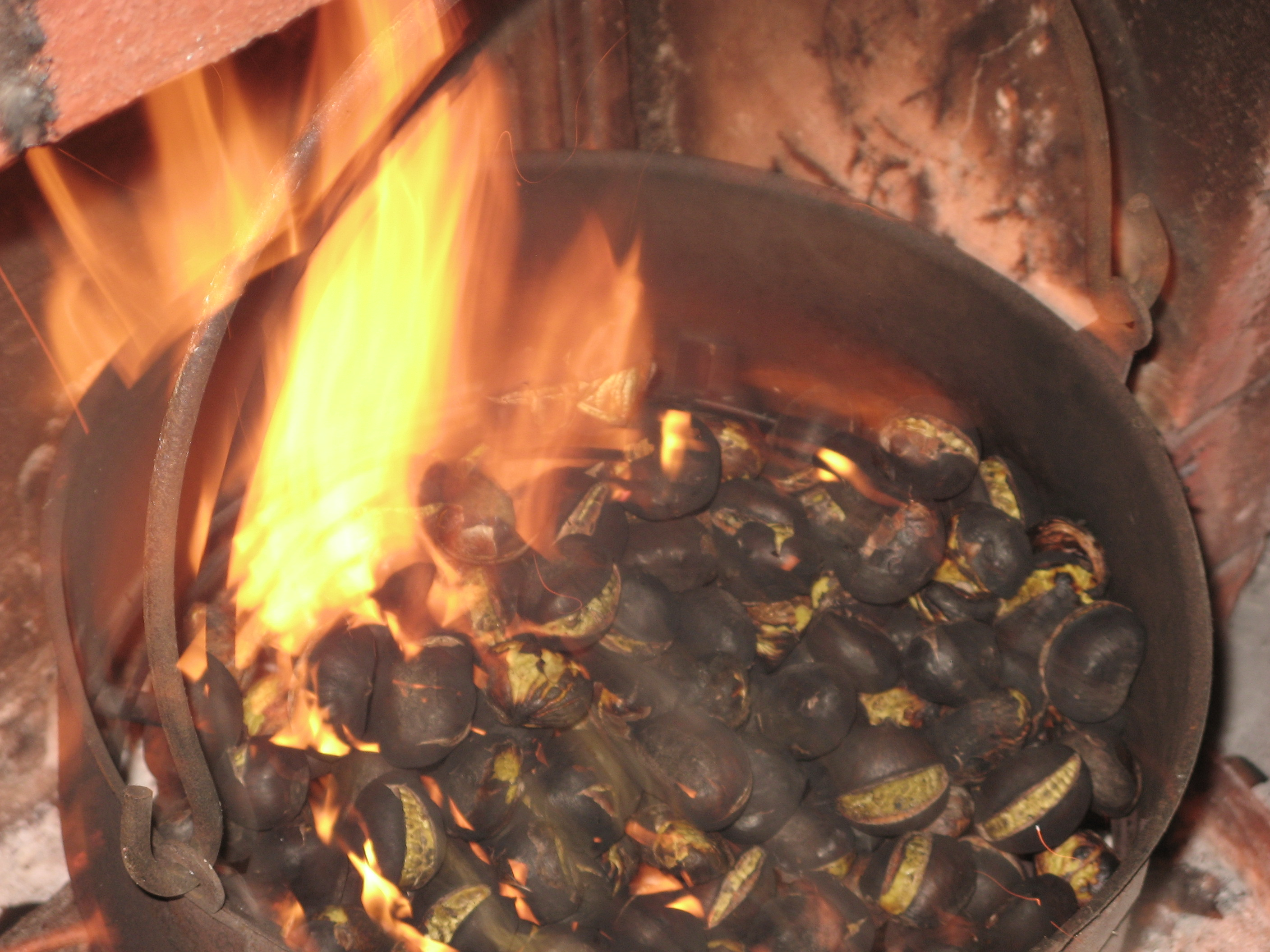
Le cosiddette biröll

Manifestazioni organizzate da diverse associazioni presenti, in cui si mangiano le caldarroste (biröll, in dialetto locale).
- Sagre e feste organizzate durante l'anno dalla locale proloco

Durante l'anno la locale Pro Loco, organizza una serie di sagre e feste, tra le quali si ricordano a titolo di esempio:
- Liscio sotto le stelle
- Hobby Orto
- Sagra del Carpione
- Maiale in pentola
- Zuppe & Bolliti

## Cultura

### Eventi
- La battaglia di Carcano

Rievocazione della battaglia combattuta il 9 agosto 1160 tra la lega dei Comuni e l'esercito del Barbarossa.

## Infrastrutture e trasporti
Fra il 1912 e il 1955 la località era servita da una stazione posta lungo la Tranvia Como-Erba-Lecco.

## Sport
In paese sono presenti impianti sportivi sia pubblici e privati: si contano le palestre comunali e tre palestre private, campetti da calcetto e da tennis, campo da calcio dell'oratorio e piscine all'aperto in struttura privata. I numerosi sentieri presenti che si snodano a partire dal centro dell'abitato, permettono di praticare trekking e mountain bike, e nei mesi invernali, neve permettendo, ciaspolate, immersi nella natura del Triangolo Lariano.

## Amministrazione
Amministratori comunali dall'unità d'Italia ad oggi di Villalbese e poi dal 1928 di Albavilla
| nominativo            |                      | periodo          |
| --------------------- | -------------------- | ---------------- |
| Civati Luigi          | sindaco              | 1860 - 1875      |
| Boselli Leopoldo      | sindaco              | 1876 - 1878      |
| Dubini Giuseppe       | sindaco              | 1879 - 1894      |
| Boselli Leopoldo      | sindaco              | 1895 - 1897      |
| Peregrini Alfredo     | sindaco              | 1899 - --        |
| Civati Paolo          | sindaco              | 1900 - 1903      |
| Rejna Giovanni        | sindaco              | 1904 - 1905      |
| Dubini Antonio        | sindaco              | 1905 - 1910      |
| Cigardi Giovanni      | sindaco              | 1910 - 1923      |
| Parravicini Ugo       | sindaco              | 1923 - 1924      |
| Civati Achille        | sindaco              | 1925 - 1926      |
| Airoldi Alberto       | podestà              | 1927 - 1934      |
| Cigardi Giovanni      | podestà              | 1934 - 1938      |
| Strazzabosco Italo    | commissario          | 1938 - 1939      |
| Longoni Oreste        | podestà              | 1939 - 1943      |
| Cipolat Giovanni      | commissario          | 1943 - 1945      |
| Pescetti Riccardo     | sindaco              | 1945             |
| Barello Giuseppe      | sindaco              | 1945-1946        |
| Tettamanti Luigi      | sindaco              | 1946 - 1951      |
| Binaghi Riccardo      | sindaco              | 1951 - 1953      |
| Fagnani Ernesto       | sindaco              | 1953 - 1954      |
| Parravicini Nemesio   | sindaco              | 1954 - 1956      |
| Patanè Attilio        | sindaco              | 1956 - 1964      |
| Paolina Roberto       | sindaco              | 1964 - 1970      |
| Pontiggia Giovanni    | sindaco              | 1970 - 1975      |
| Parravicini Giancarlo | sindaco              | 1975 - 1985      |
| Frigerio Pierluigi    | sindaco              | 1985 - 1995      |
| Spadina Ottorino      | sindaco              | 1995 - 1999      |
| Vitali Giuseppe       | sindaco              | 1999 - 2004      |
| Pontiggia Giacomo     | sindaco              | 2004 - 2009      |
| Fermi Alessandro      | sindaco              | 2009 - 2013      |
| Cairoli Carlo         | vicesindaco reggente | 2013 - 2014      |
| Giuliana Castelnuovo  | sindaco              | 2014 - in carica |

 - Amministratori comunali di Villalbese ed Albavilla dall'Unità d'Italia

### Esplicative
1. ↑  Per le celebrazioni dei 150 anni dell'Unità d'Italia, l'illuminazione notturna disegna un tricolore sulla facciata.

### Bibliografiche
1. 1 2   Bilancio demografico mensile anno 2024 (dati provvisori), su demo.istat.it, ISTAT.
2. ↑   Classificazione sismica (XLS), su rischi.protezionecivile.gov.it.
3. ↑   Tabella dei gradi/giorno dei Comuni italiani raggruppati per Regione e Provincia (PDF), in Legge 26 agosto 1993, n. 412, allegato A, Agenzia nazionale per le nuove tecnologie, l'energia e lo sviluppo economico sostenibile, 1º marzo 2011,  p. 151. URL consultato il 25 aprile 2012 (archiviato dall'url originale il 1º gennaio 2017).
4. ↑   AA. VV., Dizionario di toponomastica. Storia e significato dei nomi geografici italiani., Milano, Garzanti, 1996,  p. 15, ISBN 88-11-30500-4.
5. ↑  ortografia moderna
6. ↑   Comune di Albavilla, su halleyweb.com. URL consultato il 10 dicembre 2020.
7. 1 2 3 4 5 6  Borghese, p. 65.
8. ↑   chi l'ha scritto, grazie?!.
9. 1 2 3 4 5 6 7  Borghese, pp. 66-67.
10. 1 2   Vill'Albese ora Albavilla, su Archivio Centrale dello Stato. URL consultato il 18 ottobre 2022.
11. ↑   Chiesa di S. Vittore Martire - complesso, Piazza Roma - Albavilla (CO) – Architetture – Lombardia Beni Culturali, su lombardiabeniculturali.it. URL consultato il 25 marzo 2020.
12. ↑   Chiesa di S. Maria di Loreto, Via Santa Maria di Loreto - Albavilla (CO) – Architetture – Lombardia Beni Culturali, su lombardiabeniculturali.it. URL consultato il 25 marzo 2020.
13. 1 2 3 4 5   RomaniCOMO, su romanicomo.it. URL consultato il 22 marzo 2020 (archiviato dall'url originale il 15 agosto 2020).
14. 1 2  Belloni et al., p. 110.
15. ↑   Santi Cosma e Damiano - www.triangololariano.it, su triangololariano.it. URL consultato l'8 marzo 2022.
16. ↑   Oratorio dei SS. Cosma e Damiano, Via per Carcano - Albavilla (CO) – Architetture – Lombardia Beni Culturali, su lombardiabeniculturali.it. URL consultato il 25 marzo 2020.
17. 1 2 3 4  TCI, Guida d'Italia [...], p. 289.
18. ↑   Chiesa di S. Dionigi - complesso, Via Don C. Belloni - Albavilla (CO) – Architetture – Lombardia Beni Culturali, su lombardiabeniculturali.it. URL consultato il 25 marzo 2020.
19. ↑   Oratorio di S. Lorenzo Martire, Via Saruggia - Albavilla (CO) – Architetture – Lombardia Beni Culturali, su lombardiabeniculturali.it. URL consultato il 25 marzo 2020.
20. ↑   Villa Giobbia, Via ai Monti, 1 - Albavilla (CO) – Architetture – Lombardia Beni Culturali, su lombardiabeniculturali.it. URL consultato il 25 marzo 2020.
21. ↑   Villa Parravicini, Via Roscio - Albavilla (CO) – Architetture – Lombardia Beni Culturali, su lombardiabeniculturali.it. URL consultato il 25 marzo 2020.
22. 1 2 3  Belloni et al., p. 250.
23. ↑   Villa Cortesella, Via Manzoni, 10 - Albavilla (CO) – Architetture – Lombardia Beni Culturali, su lombardiabeniculturali.it. URL consultato il 25 marzo 2020.
24. ↑   Villa Finzi - complesso, Via Lega Lombarda, 2,4 (P) - Albavilla (CO) – Architetture – Lombardia Beni Culturali, su lombardiabeniculturali.it. URL consultato il 25 marzo 2020.
25. ↑   Villa Porro, Via Manzoni, 8 - Albavilla (CO) – Architetture – Lombardia Beni Culturali, su lombardiabeniculturali.it. URL consultato il 25 marzo 2020.
26. ↑   Villa Micheloni, Via Mazzini, 26 - Albavilla (CO) – Architetture – Lombardia Beni Culturali, su lombardiabeniculturali.it. URL consultato il 25 marzo 2020.
27. ↑  Borghese, p. 66.
28. ↑  Statistiche I.Stat ISTAT  URL consultato in data 28-12-2012.
Nota bene: il dato del 2021 si riferisce al dato del censimento permanente al 31 dicembre di quell'anno. Fonte:  Popolazione residente per territorio - serie storica, su esploradati.censimentopopolazione.istat.it.
29. ↑  Francesco Ogliari, Como nella scienza e nei trasporti, TIBB, Edizione speciale fuori commercio, Milano, novembre 1987.